# Bahnhof Beograd Centar

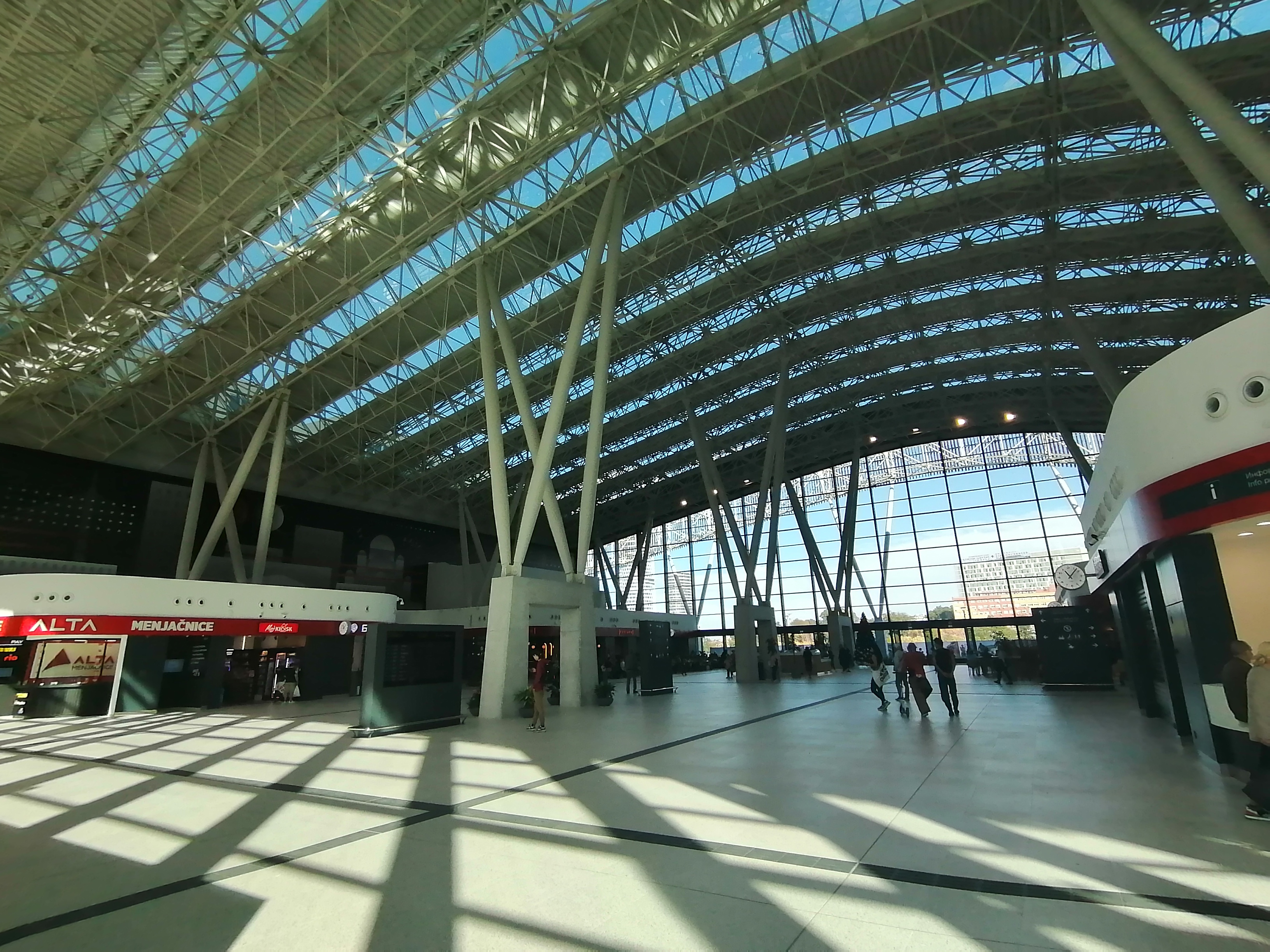
Innenansicht, 2023.

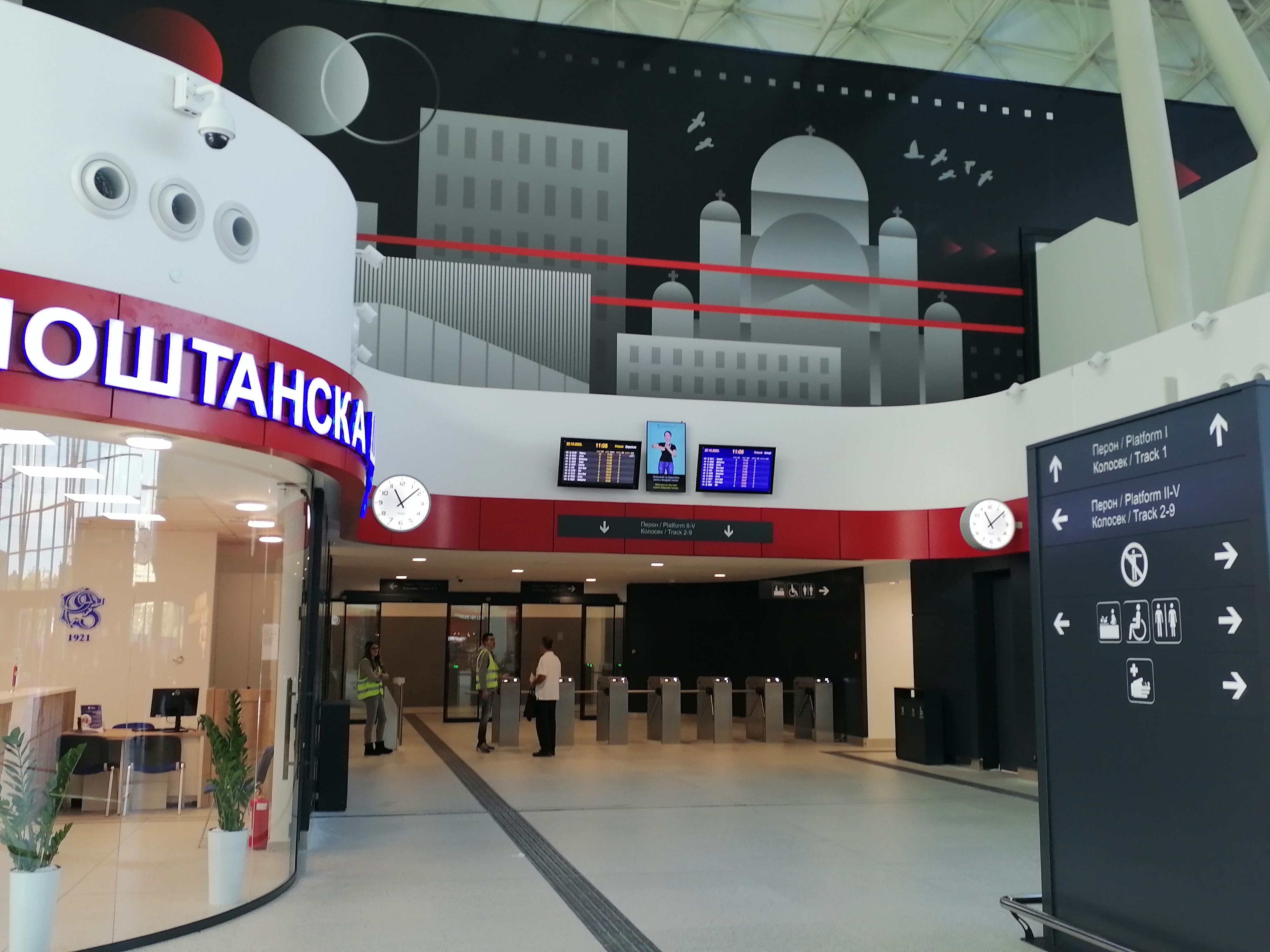
Durchgang zu den Bahnsteigen, 2023

Der Bahnhof Beograd Centar (kyrillisch Београд Центар, deutsch Belgrad Zentrum), häufig auch nur Prokop genannt, ist ein seit 1976 im Ausbau befindlicher Bahnhof. Im Rahmen der grundlegenden Umgestaltung und Neuordnung im Eisenbahnknoten Belgrad löste er zum 1. Juli 2018 den historischen Hauptbahnhof Belgrad ab.
Der am Rande der alten City zwischen Topčidersko brdo und Mokroluški potok im Stadtteil Savski Venac errichtete Bahnhof wurde als Durchgangsbahnhof im zukünftigen Hochgeschwindigkeitsnetz der ŽS in amerikanisch-jugoslawischer Kooperation zum „Masterplan Belgrad 1972“ zwischen 1968 und 1971 durch das Amt für Stadtplanung zusammen mit dem „Eisenbahnplanungsamt der Gemeinschaft der Eisenbahnen Jugoslawiens“ konzipiert. Er war eines der größten Eisenbahnprojekte der ŽTP Beograd (Železničko Preduzeče Beograd) zu Zeiten der Staatsbahnen Jugoslovenske Železnice und wurde baulich in der Projektgruppe "Beogradski zeleznicki cvor" (Belgrader Bahnknoten) des Centrum za Investiranje i Projektovanje (CIP) umgesetzt. Der Umbau des Belgrader Schienenknotens wurde notwendig, da der kleine Kopfbahnhof Beograd das Verkehrsaufkommen des zentralen südosteuropäischen Eisenbahnknotens nicht mehr bewältigen konnte.
Ab Ende 2021 soll von hier aus die erste Schnellfahrstrecke nach Novi Sad sowie ab 2025 deren Fortführung nach Budapest bedient werden. Zugleich wurde die 1992 eröffnete Belgrader S-Bahn „Beovoz“ berücksichtigt. Zu dem in der Stadt liegenden Tunnelbahnhof Vukov spomenik besteht mit dem BG Voz ein Schienenanschluss im 20-Minuten-Takt. Stadtbahnen nach Batajnica, Pančevo und Rakovica verkehren von hier durch die beiden, das Stadtgebiet querenden Eisenbahntunnels Dedinje und Vračar sowie die Pančevo-Brücke und die Neue Belgrader Eisenbahnbrücke über Donau und Save.
Der Bahnhof und der damit verbundene Umbau der Eisenbahninfrastruktur im Bahnknoten Belgrad wurden in über vier Jahrzehnten Bauzeit nur etappenweise umgesetzt. Durch den Rückbau der Schieneninfrastruktur auf dem Gelände des alten Hauptbahnhofs, der durch das Stadterneuerungsprojekt „Belgrade Waterfront“ aufgelöst worden war, wurde der Endausbau von Beograd Centar dringlich; bis 2010 verfügte Beograd Centar erst über zwei, bis 2016 über vier und seitdem über acht nutzbare Gleise. Im Endausbau wird er zehn Gleise haben. Mit dem Abschluss der ersten Bauphase (2014–2016) erfolgte am 26. Januar 2016 die Übergabe im Regionalverkehr. Zum 1. Juli 2018 zu Belgrads Hauptbahnhof ernannt, besaß Beograd Centar jedoch keine Bahnhofshalle und ebenfalls keine relevante ÖPNV-Anbindung. Auch die in der Saison stark nachgefragten Züge, die zur Montenegrinischen Adria auf der Bahnstrecke Belgrad-Bar verbinden, verkehren vom Lokalbahnhof Topčider (Stand 2020). Bis 2021 sollen im Abschluss der zweiten Ausführungsphase die zwei fehlenden Gleise am Ersten Bahnsteig folgen; bis 2024 soll in der dritten Ausführungsphase auch die Bahnhofshalle errichtet werden. Der unfertige Stationsbau nimmt 36.126 m² oder 3,6 ha Fläche (Stand 2020) ein. Im Endausbau wird der Bahnhof mit 450 m Länge und 117 m Breite etwa 30 % größer als der konzeptuell vergleichbare Bahnhof Stuttgart 21 sein; mit zehn Gleisen soll er dann auch über eine größere Kapazität als dieser verfügen. Er wäre damit in etwa so groß und leistungsstark wie der Hauptbahnhof Wien.

## Allgemeine Informationen

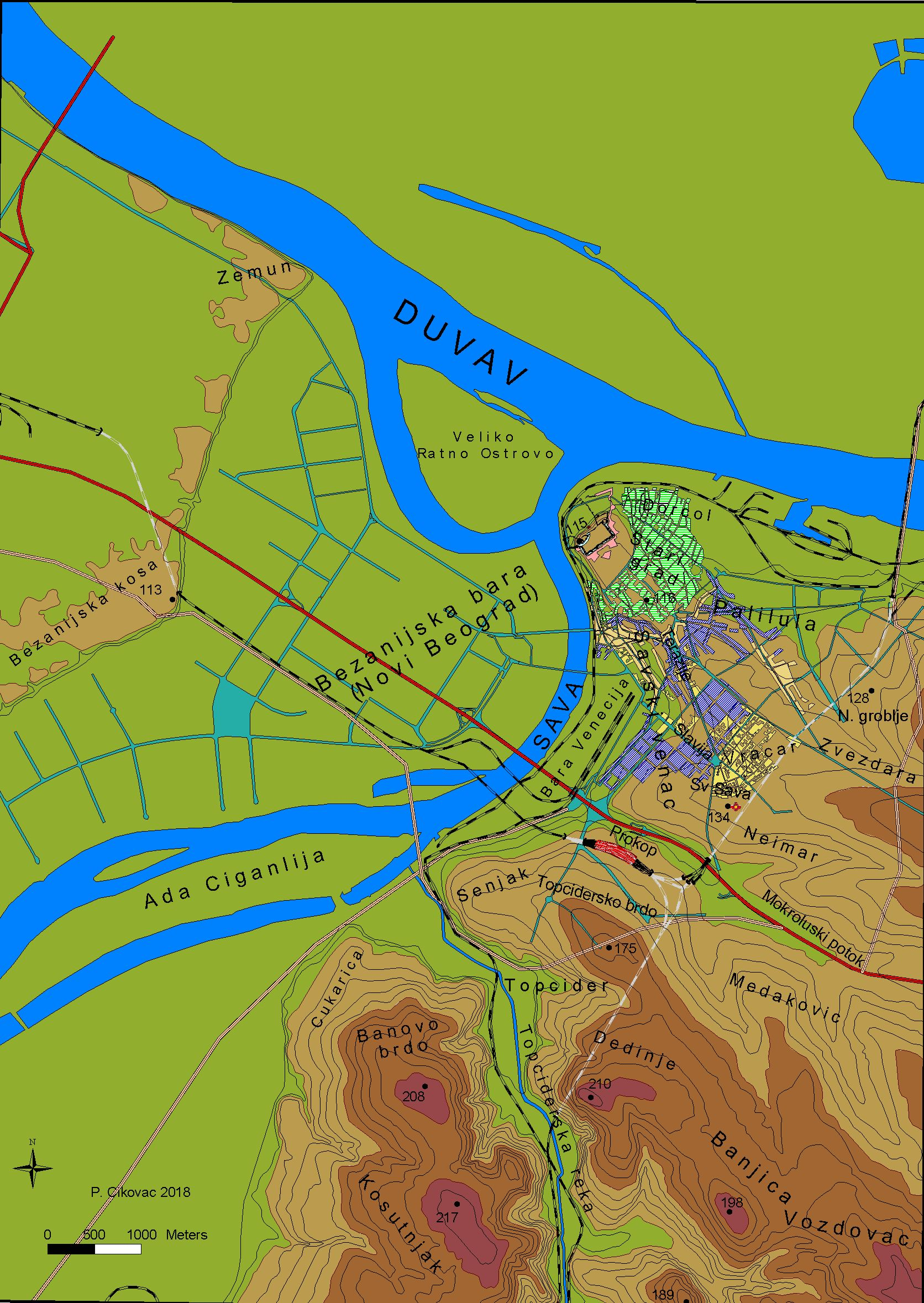
Lage

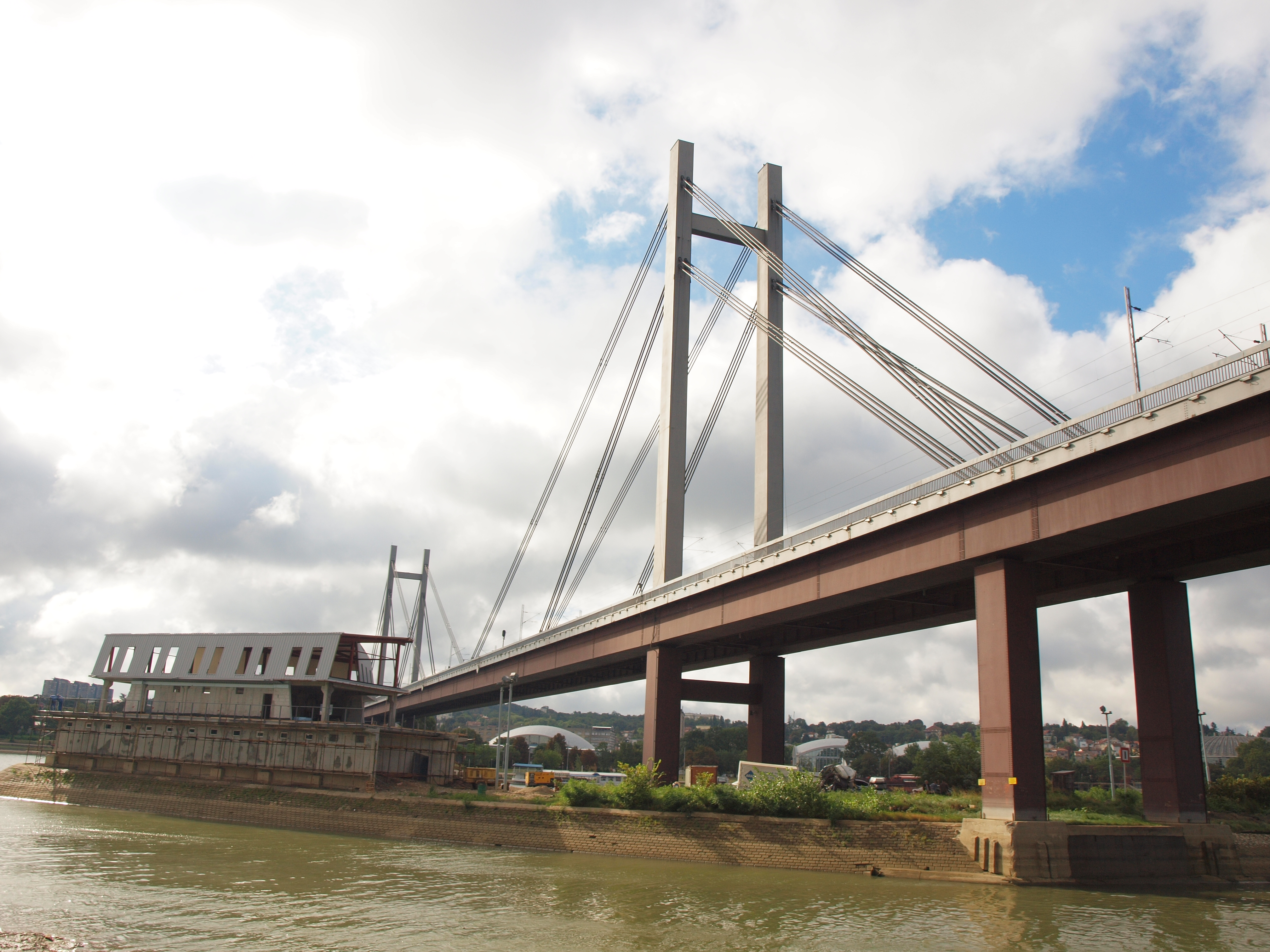
Die Neue Eisenbahnbrücke über die Save zum Bahnhof

Aufgrund des für den Ausbau von Schnell- und Hochgeschwindigkeitsstrecken hinderlichen kleinen Kopfbahnhofes, der schwierigen topographischen Situation Belgrads mit zwei Großflüssen und einem hügeligen Stadtgebiet und der geringen Möglichkeit, den am Save-Ufer liegenden Bahnhofskomplex in moderne öffentliche Nahverkehrskonzepte einzubinden (Untertunnelung für geplante Metro, für Hochgeschwindigkeitsverbindungen notwendiger Durchgangsbahnhof) sowie das Stadtzentrum von Schienensträngen zu befreien, suchte man schon seit den 30er Jahren eine bessere Lage für einen zukünftigen, überwiegend über unterirdische Zubringer gedachten Durchgangsbahnhof.
Der Bahnhof liegt in Flussnähe auf dem rechten Save-Ufer an der Verkehrsachse des Autobahnkorridors X und wird auf der Südseite von den gehobeneren Wohnvierteln von Dedinje und auf der Nordseite von den Universität-Kliniken eingerahmt. Er bietet zudem einen direkten Anschluss an die am Save-Ufer gelegene Belgrader Messe sowie die Sportstätten der beiden Fußballklubs Partizan und Roter Stern. Nach seiner Fertigstellung wird er als neuer Verkehrsknoten Belgrads die Tendenz eines neuen Stadtzentrums im Süden Belgrads entwickeln. In der Revitalisierung der Schieneninfrastruktur Serbiens wurde für 2020 mit einem Durchsatz von 35 internationalen Zügen, 18 Fernzügen und 37 Regionalzügen im Eisenbahnknoten Belgrad gerechnet. Im Bahnhof Belgrad Zentrum sollte durch die verkehrsgünstige Lage an Messe, Sportstätten, Kliniken und Wohngebieten ein tägliches Fahrgastaufkommen von 40.000 Personen und 250 Zugpaaren erreicht werden.
Nachdem der Bahnhof 2016 eingeweiht wurde, verkehren seit dem 26. Januar 2016 zusätzlich zu den bereits vorher verkehrenden 105 Zugpaaren im S-Bahnverkehr des BG Voz verkehrten zwei Inter-Regio-Verbindungen nach Novi Sad. Erst im Juli 2018 übernahm der Bahnhof auch die vorher am Hauptbahnhof verbliebenen Zugpaarungen.
Der Bahnhof Prokop besitzt durch die Lage am Nordhang des Topčidersko brdo eine natürliche Denivellierung von 30 m, die einen zweiseitigen Verkehrszugang ermöglicht. Hierin liegt das große stadtplanerische Potential, das über dem oberen Niveau einen Zugang vom Dedinjski bulevar und vom unteren Niveau Anschluss an die Autobahn Belgrad-Zagreb hat. Aus der Ortsvorgabe wird der Bahnhof zum zentralen Verkehrspunkt, der aus verschiedenen Richtungen der Stadt erreicht werden kann. Die weitläufigen Geländevorgaben erlauben zudem auf beiden Seiten des Bahnhofs große Vorplätze, die an allen Seiten zum zentralen Bahnhofsgebäude führen, dessen Bahnsteige und -gleise unter dem Empfangsgebäudeniveau liegen und damit keine Beeinträchtigung für den städtischen Nahverkehr stellen. Im Projekt ist der Bahnhofsbau als Verbindungselement verschiedener Verkehrsträger gedacht.
Aufgrund der Geländemorphologie ist der Bahnhof zentraler Aussichtspunkt im Stadtpanorama Belgrads. Seit den ersten Konzepten für das Projekt waren die begleitenden urbanistischen Entwürfe für das Areal als Vertikale und Landmarke in der Stadtsilhouette gedacht. Städtebauliche Gesamtentwürfe des Bahnhofskomplexes wurden unter anderem von Milutin Maletin (– 75) vorgelegt. Mit der Lage an der Hangkante zum engeren Stadtzentrum und den gehobenen Wohnvierteln von Dedinje im Rückraum ist die Umgebung als neues Zentrum eines Stadtquartiers geplant, das neben Verkehrsfunktionen zahlreiche wirtschaftliche und kommerzielle Einrichtungen erhalten soll.

### Geologie
Das Gelände, wo heute der Bahnhof steht, war seit dem 19. Jahrhundert ein bedeutendes Abbaugebiet für mergelige Gesteinsschichten. Als man in den 1880er Jahren den neuen Bahnhof „Beograd“ im Sumpfgelände der „bara Venecija“ baute, wurde das Gelände mit Gesteinsmaterial aus Prokop aufgeschüttet.
Geologisch liegt das Gelände in Mergeln des Miozäns. Hangaufwärts sind Teile des “Topčidersko brdo” aus Kalksteinen der unteren Kreide aufgebaut. Damit unterscheidet sich das Gelände von dem überwiegend aus Tonsteinen des Pannons aufgebauten Belgrader Rücken.
Mit der Aufschließung der Tonmergel in Prokop zum Zwecke der Aufschüttung der bara Venecija wurde das Gelände auf einer Fläche von 500 × 100 m umgeformt. Der zuerst entstandene Graben verbreiterte sich. Die Aufschüttung der bara Venecija dauerte bis 1898. Bis zu 15 m hohe Steilwände zum Topčidersko brdo markierten die Flächen des Abbaugebietes.
Auf dem eingeebneten Gebiet entstand nach dem Ersten Weltkrieg die informelle Siedlung Prokop.

### Stadtteilfunktion

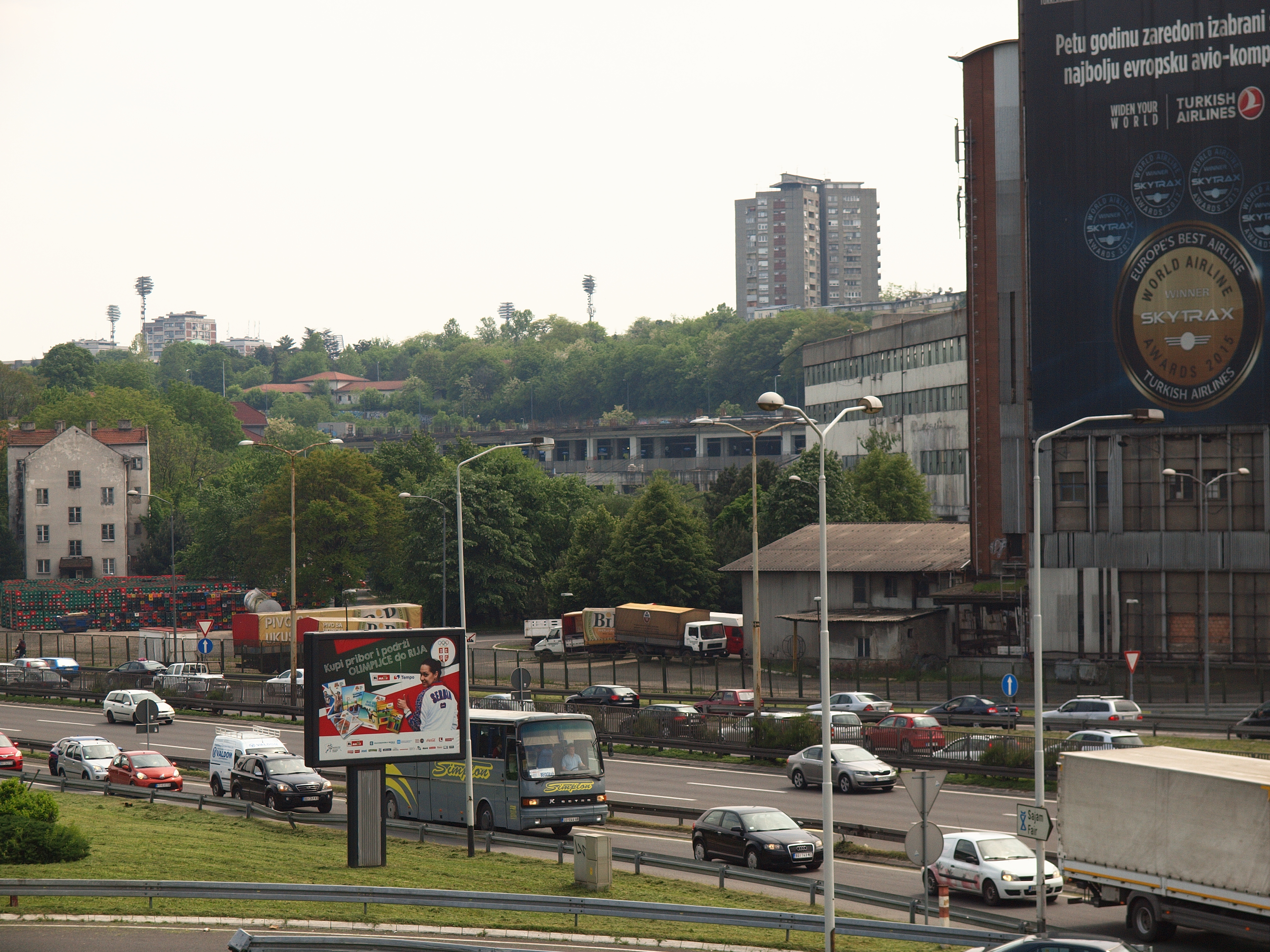
Blick auf das Bahnhofsgelände über die Autobahn sowie das Gelände der ehemaligen Brauerei BIP

Prokop gehört zur Opština Savski venac. Seit dem Ende des Gesteinsabbaus zu Ende des 19. Jahrhunderts war er durch informelle Siedlungen, großteils durch solche der Roma, geprägt. Diese informellen Siedlungen bildeten sich ursprünglich außerhalb des Verteidigungsrings im Laudanov šanac (Laudons Schanze) in den peripheren Roma-Mahalen. Neben Savamala in der „Bara Venecija“ waren dies insbesondere Jatagan-mala am Mokroluški potok sowie Prokop.
Am sanften Berghang des Topčidersko brdo etablierte sich dagegen der Residential-Komplex der jugoslawischen politischen und wirtschaftlichen Elite, die mit Tito beginnend das Gelände mit den Staatsvillen in der Užička 15 (1999 ausgebombt) sowie der Villa Mir auch für die staatliche Repräsentation Jugoslawiens reservierten. Auch nach Tito wurde der Komplex, in dem sich heute auch das Mausoleum Titos sowie das Museum der Geschichte Jugoslawiens befinden, als Residenz von Slobodan Milošević (1997–1999) sowie später für den Empfang hoher Staatsgäste genutzt. Am Nordwestende Prokops siedelte sich Belgrads bekannteste Brauerei, BIP, 1873 an. Der Industrielle Đorđe Vajvert gründete sie 1873 als Vajverts Brauerei. Seine Villa in Prokop ist als Kulturdenkmal ausgewiesen und wurde auf dem Gelände zwischen 1892 und 1893 errichtet.

### Name
Der Bahnhof heißt offizielle Beograd Centar. Mutmaßlich wurde der Name gewählt, weil er im Zentrum des neuen Schienenknotens steht. Mit dem Stadtzentrum hat er dagegen nichts zu tun, da er am Rand der City liegt. Geläufig wird er aber nach dem Bauort einfach „Prokop“ genannt. Ob bei der Namenskonvention die amerikanischen Konsultanten beteiligt waren, ist nicht bekannt. In den Elaboraten zur Trassenführung des zukünftigen Bahnknotens wurde der Bahnhof immer als Prokop bezeichnet. Selbst noch im Masterplan von 1972 hieß die Station einfach „Putnička stanica Beograd Prokop“. Bekannt ist, dass die amerikanischen Bahnhöfe meist nach dem Unternehmen, dem sie gehörten, benannt waren. Der Grand Central Terminal in Midtown Manhattan heißt übersetzt nicht Zentralbahnhof, sondern nach dem Eigentümer der New York Central Railroad Company eigentlich Großer Bahnhof der CRC. Möglich ist jedoch, dass die Stadtplaner die Namenskonvention dennoch aus dem New Yorker Vorbildbahnhof entliehen hatten. Da der einzige internationale Bahnhof der Stadt einfach „Beograd“ hieß, sowie weiterhin in Funktion blieb, brauchte der neue Bahnhof zumindest eine eindeutige Bezeichnung. Eine Bezeichnung „Hauptbahnhof“ hatte es in Belgrad nicht gegeben, jedoch wurde nach der Umgestaltung der Eisenbahninfrastruktur der Bahnhof im Save-Amphitheater oft als „Beograd glavna“ bezeichnet. Formal war das aber nicht richtig. Keiner der weiteren Bahnhöfe der Stadt außer dem Bahnhof Novi Beograd trägt weiterhin die Stadtbezeichnung Belgrads.

### Konzept

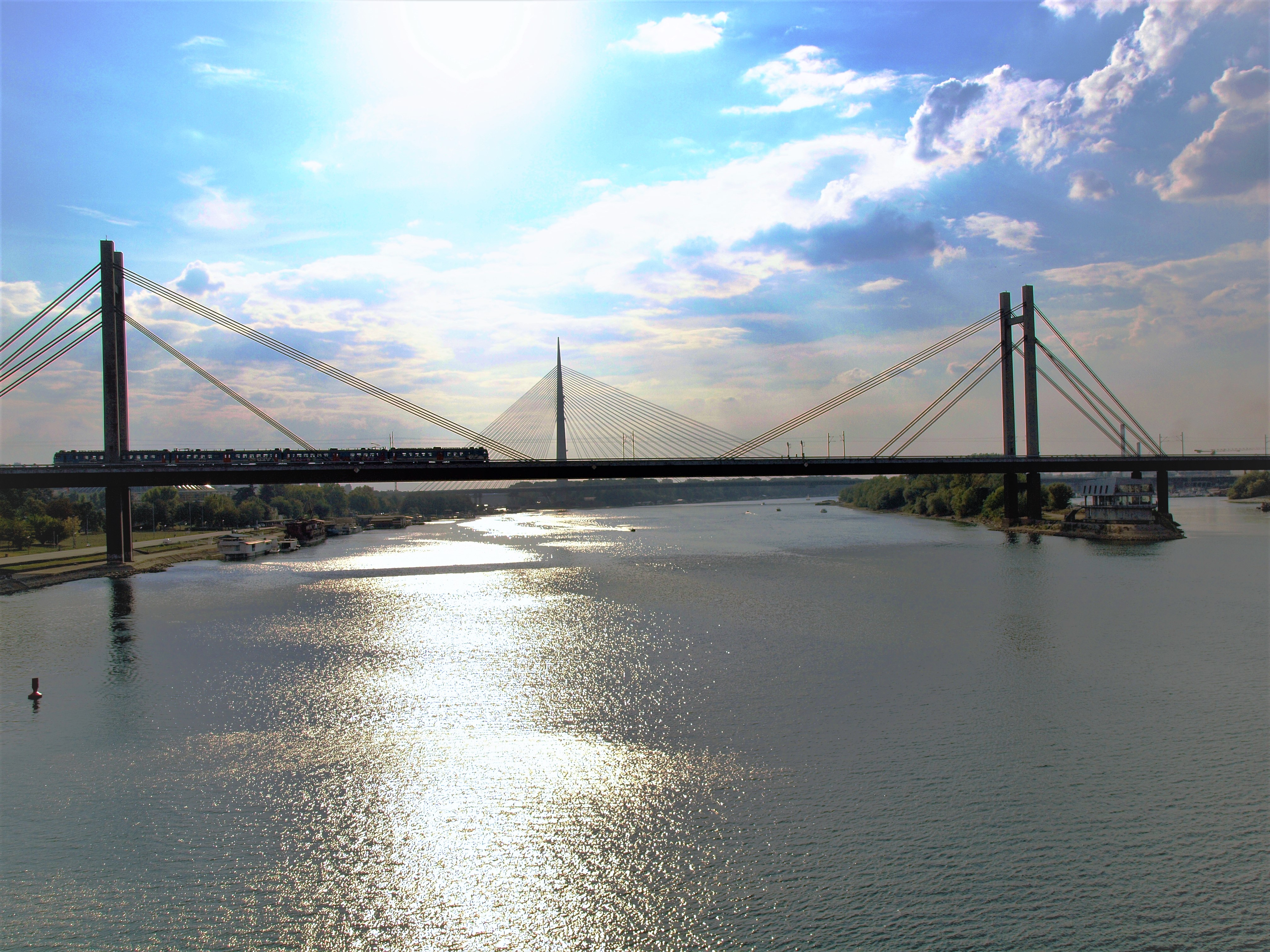
Die neue Belgrader Eisenbahnbrücke verbindet den Bahnhof Belgrad Zentrum mit den Eisenbahnstrecken Richtung Novi Sad und Zagreb

Der Bahnhof „Prokop“ ist das zentrale Teilstück im „Belgrader Eisenbahnknoten“. Er verbindet sieben internationale Hauptstrecken und ist für eine hohe Kapazität ausgelegt. In ihm ist praktisch eine völlige Trennung des Güter- und Personenverkehrs vorgesehen, was aufgrund der fehlenden Donau-Eisenbahnbrücke bei Vinča jedoch nicht für den Güterverkehr von und in den Banat gilt. Das Schienenprojekt umfasst insbesondere die Integration von Fern-, Regional- und Lokaleisenbahnverkehr, einen zentralen automatisierten Rangier- und Containerbahnhof, ein Lokomotivdepot und mehrere Passagierbahnhöfe, die mit Schnellfahrstrecken bedient werden können.
Zum Komplex gehören insgesamt 15 Bahnstationen, ein Containerterminal (Makiš) und zwei kleinere Rangierbahnhöfe (Karaburma und Zemun teretna) im Gütertransport. In der automatisierten Rangierstation Makiš sind Abfertigungskapazitäten von bis zu 600 Waggons täglich möglich. Das Terminal ist über einen Tunnel an „Prokop“ sowie über die Savebrücke an den Flughafen Surčin angebunden und mit 120 Gleisen auch der größte Rangierbahnhof der Region und einer der modernsten in Europa.
Die unter dem Stadtgebiet verlaufenden 15 km langen zweigleisigen Tunnel (Vračar-Tunnel, je Richtung 3225 m, mit der unterirdischen Bahnstation Vukov spomenik, Dedinje-Tunnel, je Richtung 3100 m) ermöglichen eine zweigleisige schnelle Verbindung der Strecke zwischen den Bahnhöfen Zemun, Bahnhof Novi Beograd, Prokop und Rakovica aus drei Richtungen im Eisenbahnkorridor X. Nicht mit dem neuen Belgrader Eisenbahnknoten verbunden sind die Stationen Bahnhof Topčider, Beograd Dunav sowie der alte Hauptbahnhof.
Die zentralen Stationen Novi Beograd und Prokop dienen dem Fernverkehr nach Zagreb (München), Niš (Sofia), Budapest (Wien) und Thessaloniki und sind in dieser Funktion die zentralen Bahnhöfe von Neu- und Alt-Belgrad sowie des zukünftigen Hochgeschwindigkeitsschienenverkehrs im Korridor X. Für die Bahnhöfe Vukov Spomenik, Prokop und Novi Beograd war der Anschluss an die in Planung befindliche Metro Belgrad vorgesehen.
Der alte Kopfbahnhof „Beograd“ belegte 85 Hektar im Stadtzentrum. Durch die Umbaumaßnahmen wurden diese Flächen freigesetzt und im Stadterneuerungsprojekt Belgrade Waterfront umentwickelt.

## Funktion des Bahnhofs Belgrad Zentrum

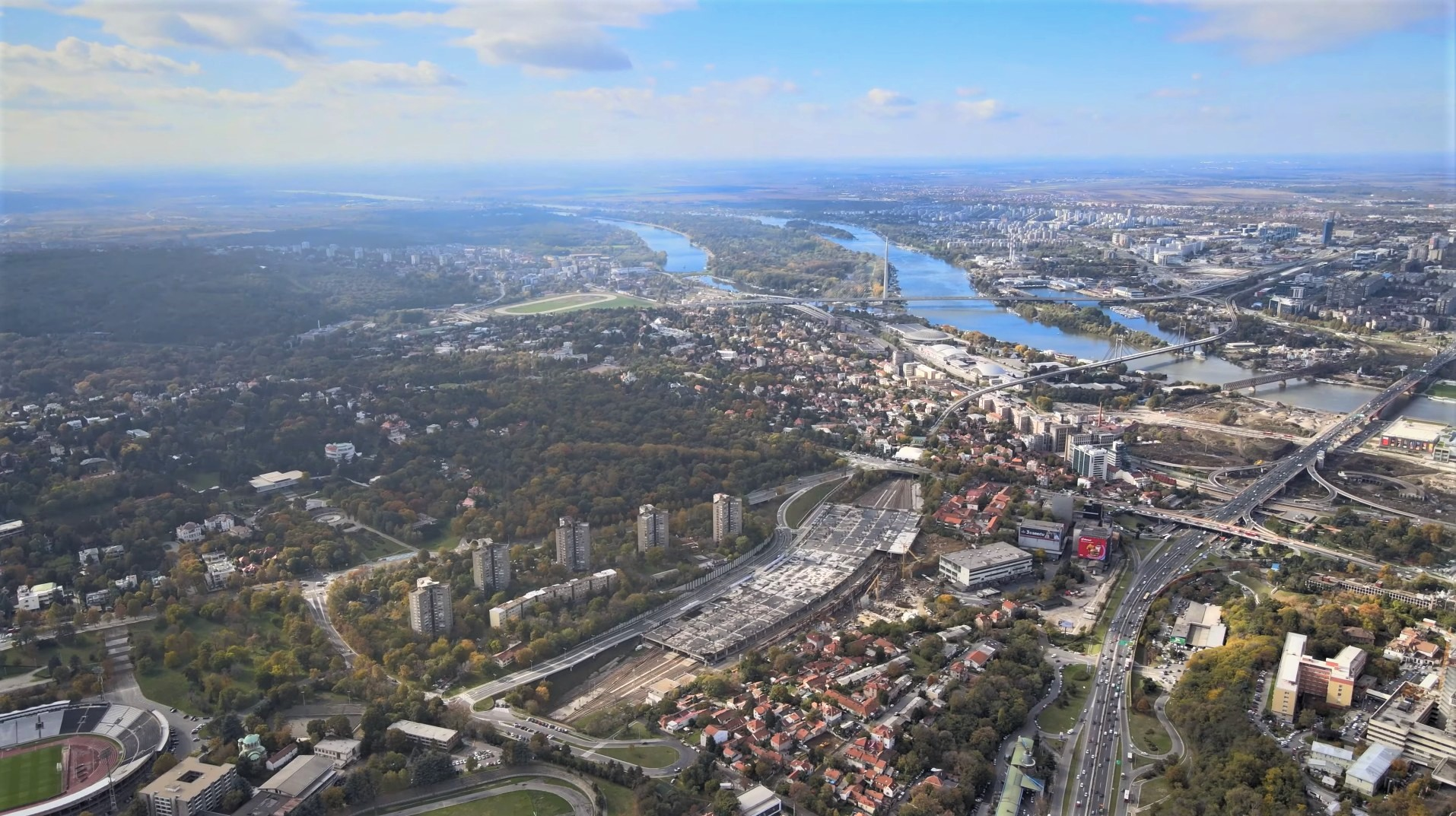
Luftbild mit Umgebungssituation

Der Bahnhof Belgrad Zentrum der vier Personenbahnhöfe die als Knotenpunkte im Eisenbahnknoten Belgrad konzipiert wurden. Er dient als zentraler Verknüpfungspunkt der hier zusammenlaufenden Linien. Kernstück ist daher die Triangel am östlichen Bahnhofportal in der die Strecken zum Vračar-Tunnel sowie zum Dedinje-Tunnel abzweigen. Die Triangel verbindet ebenso die beiden jeweils über drei Kilometer langen Tunnelstrecken südlich und nördlich des Einschnitts des Mokroluški potok.
Baulich gesehen stellt der Bahnhofskomplex einen Reiterbahnhof dar, bei dem das Empfangsgebäude über den Gleisanlagen liegt, und betrieblich ein als Durchgangsbahnhof konzipierter Trennungsbahnhof, der aus zwei unabhängigen Betriebsstellen besteht:
| Name der Betriebsstelle          | Gleise              | Bemerkung                   |
| -------------------------------- | ------------------- | --------------------------- |
| Bahnhof Belgrad Zentrum          | 3, 4 sowie 7 bis 10 | Fernbahnhof Belgrad Zentrum |
| Bahnhof Belgrad Zentrum (BG:Voz) | 5 bis 6             | BG:VOZ                      |
| Bahnhof Belgrad Zentrum Beovoz   | 1 und 2             | im Bau                      |

### Fern- und Regionalbahnstrecken
Seit dem 1. Juli 2018 wird der Fernverkehr auf allen Strecken der ŽS bedient.

### Regionalverkehr und S-Bahn
Derzeit halten vier Linien des Beovoz am Bahnhof. Der Bahnhof ist Haltepunkt aller regionalen Verbindungen der ŽS.

### Metro
Innerhalb der Station ist auf der zweiten Etage (Kote 93,60 m) von der Arbeitsgruppe der Metro im Stadtplanungsamt 1976-1882 durch Branislav Jovin eine Betonkassette mit vier Bahngleisen von 124 × 32 m für eine potentielle Metroanbindung vorgesehen worden. Sie wurde bei den Bauarbeiten ab 1996 integriert.

## Infrastruktur, Architektur und Anbindung
Der Bahnhof Prokop ist in einem Flusstal gelegen. Damit unterqueren die Bahngleise über Tunnel die Großstadt Belgrad. Die Gleisanlagen des Bahnhofs sind als Struktur im Stadtbild nicht sichtbar, nur die oberhalb einer Betonplatte mit den Ausmaßen 400 × 100 Meter (40.000 Quadratmeter) geplante Empfangshalle wird in Erscheinung treten. Das Aussehen dieser Empfangshalle ist noch nicht endgültig bestimmt. Es ist eine kombinierte betriebliche und gewerbliche Nutzung der Empfangshalle geplant. Für die gewerbliche Nutzung sind ein Großteil der 120.000 Quadratmeter messenden Immobilie vorgesehen.

### Bahnsteige

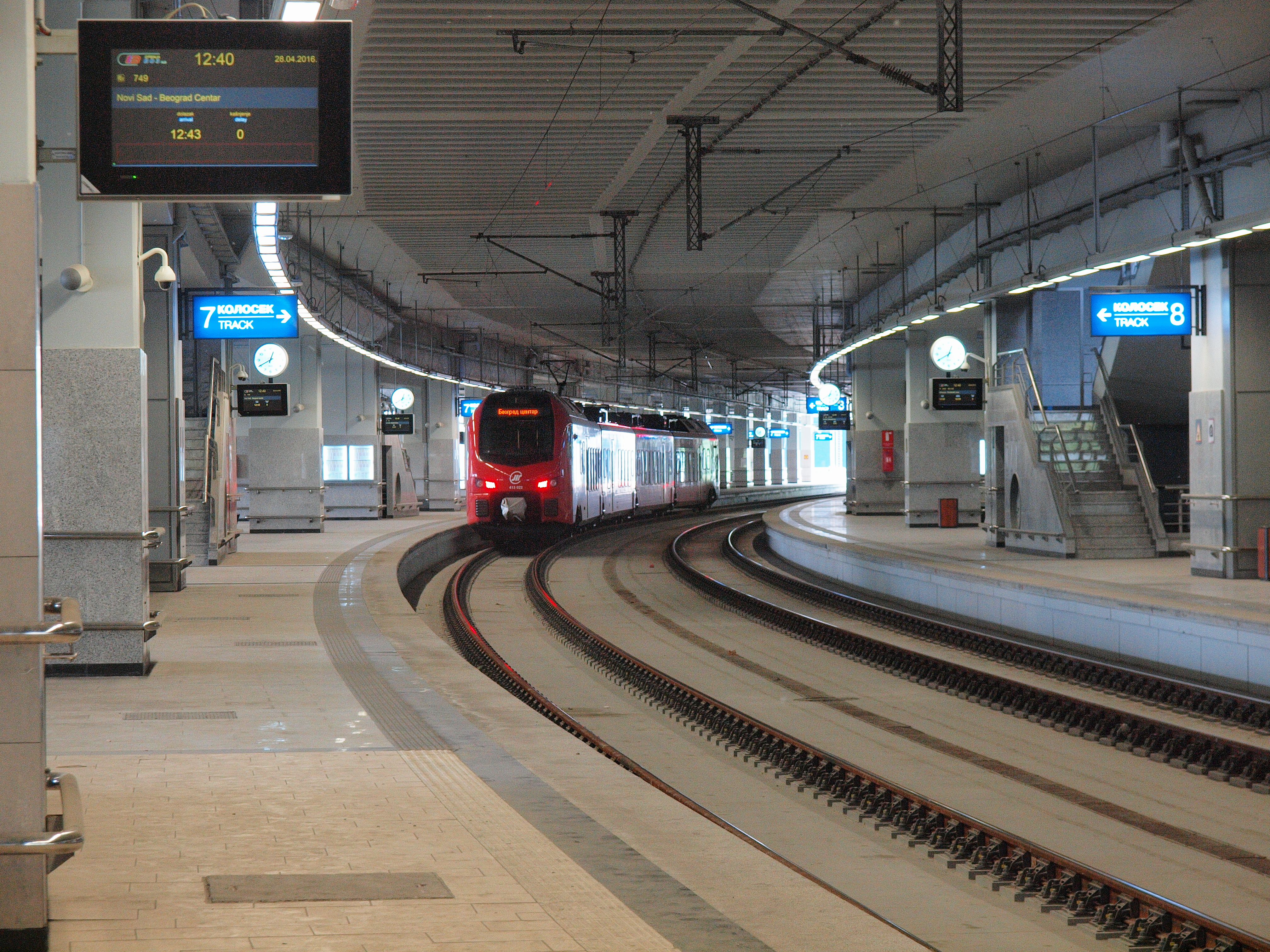
Bahngleise 7 mit Flirt-Regionalzug

Der Bahnhof verfügt über vier (Stand Dezember 2020) je 10 m breite Mittelbahnsteige in Hochlage sowie zwei 10 m breite Seitenbahnsteige (davon einer im Bau). Alle Bahnsteige können auf Grund ihrer Länge von mehreren Zügen besetzt werden. Diese Bahnsteige werden von Nord nach Süd mit 1 bis 10 bezeichnet. Die Bahnsteige sind 0,55 m hoch.
Die Bahnsteige sind folgendermaßen gekennzeichnet:
- Seitenbahnsteig 1 (Bahnsteiglänge 420 m) ist zurzeit in Bauausführung
- Bahnsteige 2 und 3 (420 m)
- Bahnsteige 4 und 5 (455 m)
- Bahnsteige 6 und 7 (455 m)
- Bahnsteige 8 und 9 (420 m)
- Seitenbahnsteig 10 (420 m)

Der erste Bahnsteig wird über eine offene Fassadenseite durch direktes Sonnenlicht erhellt. Bei den anderen Bahnsteigen fällt durch die 6,5 m hohe Betondecke kein direktes Licht auf die Bahnsteige.

### Anbindung der Station an die Verkehrsinfrastruktur
Der Bahnhof liegt direkt am Verkehrskorridor X und der Autobahn E 10. Er ist integraler Bestandteil des Eisenbahnkorridors X und soll über drei Niveaus an die öffentliche Straßenverkehrsinfrastruktur sowie das ÖPNV-System in Belgrad angeschlossen werden.
Unterhalb der Station ist eine Anbindung an die Linie 2 einer geplanten Metro Belgrad vorgesehen. Auf Gleisniveau kann der Bahnhof über Zubringer von der E 10 (Bulevar Franše d' Eperea) bedient werden. Das obere Niveau der Bahnhalle und der Einkaufspassagen soll auf der Westseite von der Ulica Kneza Miloša und Ulica Vojvoda Putnika, auf der Ostseite über neue Straßenanbindungen zur Deligradska ulica sowie den Bulevar oslobođenja angebunden werden. Auf der Südseite des oberen Niveaus ist zudem die Anbindung an den Bulevar Kneza Aleksandra Karađorđevića vorgesehen.
Insbesondere die heute noch nicht existenten Anbindungen an der Westseite des Bahnhofes sowie die komplexe topographische Situation zwischen Vračar- und Dedinje-Hügel erfordern hohe Investitionen für die Anbindung des Bahnhofes. Dabei muss beispielsweise in Verlängerung der Deligradska zum Bulevar Kneza Aleksandra Karađorđevića ein Viadukt über die E 10 sowie eine neue Straße innerhalb des Serbischen Klinischen Zentrums südwestlich des Bulevars oslobođenja gebaut werden.
Die Kosten für die Stadt zur Straßenanbindung des Bahnhofes sind für 2009 mit 25 Millionen Euro veranschlagt.

## Geschichte
| Datum       | Ereignis |
| ----------- | --- |
| 1967–1970   | Multidisziplinäre und internationale Verkehrsplanungsgruppe für den Schienenknoten Belgrad im Masterplan "Belgrad 1972"                 |
| 1970        | Öffentliche Bekanntgabe durch Branko Pešić am 4. Dezember; Verkehrsplanungsgruppe entscheidet am 24. Dezember für die Variante "Prokop" |
| 1971        | Annahme der Variante Prokop im Stadtparlament am 11. März                                                                               |
| 1972        | Öffentliche Ausschreibung Bahnhof "Prokop"                                                                                              |
| 1975        | Bekanntgabe des Gewinnerentwurfs |
| 1976        | Planungsgruppe Stadtbahnsystem in Belgrad                                                                                               |
| 1977        | Beginn Bauarbeiten in Prokop |
| 1979        | Langjähriger Baustopp |
| 1984        | Eröffnung Beovoz-Stadtbahnverkehr über die Savebrücke nach "Novi Beograd"                                                               |
| 1988        | Komplettierung Dedinje-Tunnel |
| 1992        | Komplettierung Vračar-Tunnel |
| 1995        | Einweihung der Stadtbahnstation Vukov spomenik                                                                                          |
| 1996        | Neuer Baubeginn in Prokop |
| 2000        | Langjähriger Baustopp |
| 2010 - 2016 | Acht Bahngleise werden fertiggestellt                                                                                                   |
| 2016        | Öffentliche Einweihung im Regionalverkehr                                                                                               |
| 2018        | Hauptbahnhof der Stadt, Übernahme im Fernverkehrs                                                                                       |
| 2020        | Begin Endausbau |

### Ausgangslage

#### Modernisierung der Eisenbahninfrastruktur
Noch vor dem Zweiten Weltkrieg war Belgrad zum wichtigsten Verkehrszentrum Jugoslawiens angewachsen. Der Bahnhof Beograd lag am Save-Ufer eingeengt. Mit dem Wachsen der Stadt über die linksseitige Flussseite hinaus übte er einen negativen Effekt in der Verbindung der Stadtteile aus. Vor dem Ersten Weltkrieg war das linksseitige Belgrader Ufer Österreich-Ungarn zugehörig und besaß in der Stadtentwicklung von Belgrad daher keine Bedeutung. Höchst problematisch war, dass am Bahnhof Beograd auch Jugoslawiens wichtigster Güterbahnhof stand. Der Staat nahm in den 1950ern daher einen Kredit der Weltbank auf, um den Gütertransport im Bahnknoten Belgrad zu modernisieren. Die Arbeiten hierzu begannen 1956. Das Programm besaß zwei Etappen, in der ersten sollte der Güterverkehr, in der zweiten der Personenverkehr im Bahnknoten Belgrad rekonstruiert werden. Im ersten Nachkriegsmasterplan der Stadtentwicklung von Belgrad 1950 (GUP 1950) war eine zukünftige Trennung von Güter- und Personenverkehr im Bahnknoten Belgrad vorgesehen. Dabei sollte das Save-Amphitheater gänzlich von Bahngleisen befreit, der Schienenverkehr aus dem Tal der Topčiderska reka verlegt, ein zentraler Güterbahnhof und eine transitorientierte Gleisführung durch die Stadt Belgrad gelegt werden. Das Konzept der Trassierung für das zukünftige Güterverkehrskonzept übernahm die Eisenbahndirektion Belgrad (ŽTP-Beograd) unter Leitung von Sava Janjić. Im Amt für Eisenbahnplanung und Projektierung der Jugoslawischen Eisenbahnen unter Leitung von Dušan Nikolić wurde ein detaillierter Plan ausgearbeitet. Im Ergebnis entstand ein zentraler Güterbahnhof mit Verteilerfunktion und ein die Stadt Belgrad umfahrender Transport im Eisenbahngüterverkehr. Diese Arbeiten konnten 1972 beendet werden. Der zentrale Güterbahnhof entstand in Železnik (Makiš), eine stadtumfahrende Trassierung wurde von Batajnica, Surčin, Ostružnica, Resnik mit Verbindungsgleisen nach Rakovica und Jajinci geführt. Eine abweichende Trassierung von der zweigleisigen Hauptstrecke von Zemun nach Novi Beograd zur alten Savebrücke führte zur Streckenschließung der alten Trasse über Zemun. Im Gefolge der Ausarbeitung der ersten Etappe in der Rekonstruktion des Schienenknotens in Belgrad hatte das Amt für Eisenbahnplanung das generelle Konzept entwickelt, jedoch war erst mit Beginn der Modernisierung und Elektrifizierung der jugoslawischen Eisenbahnen die Frage nach der Trassierung durch Belgrad hindurch und der Lösung für einen neuen Bahnhofsterminal, aufgekommen. Die Eisenbahndirektion des ŽTP-Beograd wandte sich während den Arbeiten zur Elektrifizierung der Bahnstrecken daher an das Amt für Stadtplanung den bestehenden Bahnhof Beograd zu vergrößern, was abgelehnt wurde, und daher Anlass in der Suche nach einer optimalen Lösung in der zukünftigen Personenbeförderung im Knoten gab.
Für diese Aufgabe wurden das Stadtplanungsamt und das Amt für Eisenbahnplanung der Jugoslawischen Eisenbahnen beauftragt. Später schlossen sich diesen noch weitere Forschungseinrichtungen an. Es entstanden zahlreiche Trassen- und Terminalvarianten, von denen drei weiter untersucht wurden: die Variante „Cvetni trg“ vom Institut „Krilio Savić“ (April 1969), die Variante „Sava D“ des Amtes für Eisenbahnplanung der Jugoslawischen Eisenbahnen (Oktober 1969) und die Variante im „Masterplan für Belgrad 1950“ („Variante GUP“) die in der weiteren Ausarbeitung im Amt für Stadtplanung in Teilen modifiziert wurde (Oktober 1969).

#### Prüfung der Varianten
Die Prüfung der Varianten „Sava D“ und „Cvetni trg“ übergab das Stadtplanungsamt an die Serbische Akademie der Wissenschaften in der Abteilung für Technische Wissenschaften unter Leitung von Branko Žeželj, die der Variante „Sava D“ den Vorzug gab. In der Zwischenzeit hatte das Amt für Eisenbahnplanung der Jugoslawischen Eisenbahnen eine „Modifizierte Variante GUP“ unter Führung von Sava Janjić im Januar 1970 dem Amt für Stadtplanung zur Prüfung vorgelegt. In der Serbischen Akademie arbeitete man währenddessen an einer Verbesserung der „Variante D“ als „Variante D kružna“. Diese behielt die Position in der Station „Beograd“ bei, wollte sie aber anders organisieren; die Bahngleise sollte in den Untergrund verlegt werden, sowie über einen zweigleisigen Tunnel unter die Stadt eine Verbindung zur Donau-Brücke schaffen. Auf Anstoß der Serbischen Akademie führte die Eisenbahndirektion Belgrad eine Podiumsdiskussion zu den vorgeschlagenen Projekten durch, an denen Eisenbahnfachleute ganz Jugoslawiens teilnahmen und dabei die „Modifizierte Variante GUP“ unterstützten. Das Projekt des Amts für Eisenbahnplanung der Jugoslawischen Eisenbahnen hatte den Terminus von seinem ehemaligen Standort an der Autokomanda nun nach Prokop verlegt, was eine Verbesserung für den Eisenbahntransit durch die Stadt möglich machte. Auch beachtete es alle Parameter, die 1956 für die neue Gestaltung des Bahnknotens ausgesprochen wurden sowie mit dem kompletten Rückbau der Eisenbahninfrastruktur im Save-Amphitheater.
Nach den Diskussionen und gegenteiligen Meinungen zu den Varianten wurde das Stadtplanungsamt als Schlichtungsstelle berufen. Das Stadtplanungsamt bescheinigte der „Variante D“ die größte Qualität in Bezug zur Position in der Lage zum Stadtzentrum sowie seiner Realisierbarkeit und Wirtschaftlichkeit. Die „Variante Cvetni trg“ wurde als unreal und zu teuer sowie technisch undurchführbar gekennzeichnet. Für die „Variante GUP II“ sprach seine beste technologische Qualität, dagegen sprachen die schlechtere Lage zum Stadtzentrum und die notwendigen höheren Investitionen zur ersten Ausbauetappe, sowie dass die Schieneninfrastruktur im Bahnhof „Beograd“ im Save-Amphitheater während der Einrichtung hätte beibehalten werden müssen. Sie wurde vom Stadtplanungsamt als Reservevariante zur Modernisierung im alten Bahnhof-Terminal empfohlen, falls sich dort durch geologische Verhältnisse, den hohen Grundwasserspiegel sowie den komplexen Eigentumsverhältnissen an den Bauabschnitten der in Cut-and-cover-Methode zu bauenden Tunnelstrecken die Durchführbarkeit als nicht möglich hätte erweisen sollen.
Nachdem das Stadtplanungsamt die „Variante D“ favorisierte, jedoch der „Modifizierten Variante GUP“ große Qualität zubilligte, wurde das Ergebnis von der Direktion für Stadtbau und Rekonstruktion validiert. Nachdem die Verkehrselemente beider Varianten als vergleichbar angesehen worden waren, sollte beide Varianten in einer Kostenrechnung unterstellt werden. Die Kostenanalyse übernahmen Fachleute der Direktion unter Leitung von Dragoslav Stefanović, Assistent des Direktors und Miodrag Martinović Leiter in der Abteilung Plan und Analyse. Hierbei ergab sich, dass die „Modifizierte Variante GUP“ zwar größere Tunnelstrecken, jedoch ohne Beseitigung vorhandener Bausubstanz errichtet werden konnten. In der „Variante D“ müssten die Tunnel von der Donau-Brücke und dem Bajlonova-Markt und in Cut-and-cover-Methode ausgeführte werden, was im betreffenden Streckenabschnitt zahlreiche Abrisse von Wohngebäuden und anderer Infrastruktur erfordert hätte. Durch den hohen Grundwasserstand wäre auch die Verlegung des Bahnhofs am Ort in einen Tunnelbahnhof durch die Erfordernisse diesen zu isolieren aufwendig, wie auch die Rutschungen am Terazije-Hang mit den Tunnelröhreneingängen, große technologische Probleme bereitete. Diese Analyse war für die weiteren Entscheidungen der Stadtbehörden und -organe ausschlaggebend. Auf Basis dieser Analyse und den Vorschlägen im Stadtplanungsamt wurde im Dezember 1970 eine gemeinsame Sitzung der Kommission für Stadtplanung im Masterplan für Belgrad und der Fachkommission im Stadtplanungsamt abgehalten, an der Vertreter des Instituts für technische Wissenschaften der Serbischen Akademie für Wissenschaften, Vertreter der Eisenbahndirektion ŽTP-Beograd, dem Eisenbahnplanungsamt der Gemeinschaft der Eisenbahnen Jugoslawiens, Vertreter des Instituts „Kirilo Savić“ Vertreter der Direktion für Stadtbau und Rekonstruktion und der Direktion für Novi Beograd, Vertreter der Sekretariate der kommunalen Organisationen, Vertreter des Amts für Verteidigung sowie Vertreter der Stadtteile Savski Venac, Palilua und Vračar anwesend waren.

#### Abstimmungsergebnis
Der neue Belgrader Hauptbahnhof Beograd Centar wurde, als integraler Bestandteil des Großprojekts Eisenbahnknoten Belgrad, am 11. März 1971 von der Stadtverwaltung beschlossen. In der vorherigen Debatte zwischen den von einzelnen Instituten und Organisationen entwickelten Projekten – „Sava D“ und „Modifizierter GUP“, in der Kritik an den Durchführbarkeiten, der Vernetzung des zukünftigen U-Bahn- und S-Bahnnetzes und des Eisenbahnfernverkehrs geäußert wurden, hatte die Variante „Modifizierter GUP“ gewonnen. Der Rat für Urbanismus im Stadtparlament Belgrad hatte diese zum 17. Februar 1971 angenommen, das Stadtparlament in der Sitzung am 11. März. Die Abstimmung im Stadtparlament wurde die Variante „Prokop“ für den Eisenbahnknoten Belgrad einstimmig angenommen.
Aus den Studien wurden schließlich zwei Varianten ausgewählt, "Sava D" und "Prokop". Zur Abstimmung über die beiden empfohlenen Varianten des Belgrader Eisenbahnknotens zur Annahme im Allgemeinen Stadtbebauungsplan für Belgrad 1972 (GUP 1972) fand am 24. Dezember 1970 eine Sitzung der gemischten Fachkommission im Stadtplanungsamt mit den Juroren im Allgemeinen Stadtbebauungsplan Belgrad und der Technischen Kommission im Stadtplanungsamt unter Beisein des Instituts für Technische Studien der Serbischen Akademie der Wissenschaften, der Eisenbahndirektion Beograd (ŽTP Beograd), des Eisenbahnplanungsamtes der ŽJ, u. a. Behörden statt. Die Variante "Prokop" wurde dort mit 14 zu 3 Stimmen angenommen. Branko Petričić hatte diese Variante ursprünglich empfohlen, im Detail wurde sie im Eisenbahnplanungsamt der ŽJ von Savo Janjić, Branko Petričić, Dušan Nikolić und Vladimir Balen ausgearbeitet.
Der unter der Leitung der Architekten Aleksander Djordjević und Milutin Glavički entstandene Masterplan für Belgrad 1972, der ebenfalls die Neuordnung der Eisenbahninfrastruktur mit dem Bahnhof „Prokop“ vorsah, wurde am 22. März 1972 angenommen.

#### Der Schienenverkehr im allgemeinen Masterplan für Belgrad 1972

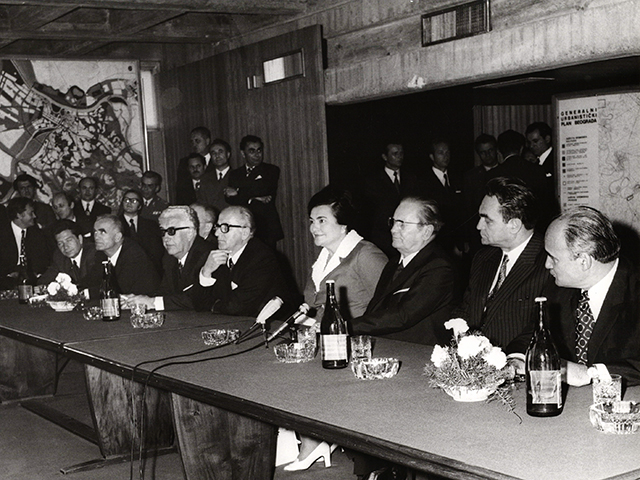
Der Präsentation des neuen Masterplans für Belgrad 1972 wohnte Josip Broz Tito mit Frau Jovanka im Großen Saal im Stadtbauplanungsamt in Belgrad bei. Neben Tito sitzend, Branko Pešić. Am Masterplan hatten 250 Experten, darunter amerikanische Stadt- und Verkehrsplaner, mitgewirkt.

Belgrad war der wichtigste Knoten der Jugoslawischen Eisenbahnen, hatte jedoch mit dem Bahnhof Beograd einen mit nur zehn Gleisen ausgebauten Kopfbahnhof, an dem zudem auch Güterumschlag stattfand. Da dieser zudem auf dem wichtigen Save-Korridor Richtung Zagreb nur über die eingleisige Alte Save-Eisenbahnbrücke bedient wurde, bildete er das größte Nadelöhr im Eisenbahnsystem der Sozialistischen Föderativen Republik Jugoslawien. Nachdem Belgrad zwischen 1950 und 1966 von einer kompakten Großstadt mit 426.000 sprunghaft zu einer Metropole mit Merkmalen der Suburbanisierung auf 727.000 Einwohner angewachsen war, konnte der kleine, im Stadtzentrum gelegene Bahnhof Beograd mit dem weiteren Bevölkerungswachstum nicht mehr Schritt halten. Zudem sollte auch die Save-Promenade, an der der Bahnhof stand, als Naherholungsraum gestaltet werden. 80 Hektar innerstädtischer Fläche wären durch den Rückbau der Eisenbahninfrastruktur urbaner Gestaltung verfügbar. Das Bahnhofsproblem war sowohl Stadtplanern als auch im Planungsbüro der Eisenbahnen Jugoslawiens Mitte der 1960er dringlich, da Jugoslawien sowie Belgrad sich ökonomisch dynamisch entwickelt hatten. Die Stadt sollte spätestens 1972 einen neuen Masterplan bis zum Jahr 2000 annehmen, der die neuen ökonomischen und sozialen Realitäten widerspiegelte. Ein Bevölkerungswachstum von 1 auf 2 Millionen Einwohnern wurde prognostiziert. Die weitere Ausdehnung der Stadt wurde in drei Richtungen vorgesehen. An diesen neuen Gegebenheiten sollte auch die Verkehrsinfrastruktur angepasst werden. Da die jugoslawischen Stadtplaner in den vorhergehenden Bebauungsplänen Modellstädte entwarfen, die auf die sozialen Komponenten der Bevölkerung wenig Rücksicht genommen hatten, plante man im neuen Masterplan Wohn- und Geschäftsquartiere in stärker abgestimmter funktionaler und ökonomischer Verbindung. Der Plan berücksichtigte das gesamte Gebiet der Stadt, darunter auch die Einschränkungen und Entwicklungspotentiale durch Anwendung von Prinzipien integrativer Planung. Es war eine direkte Abkehr von modernistischen funktionalen Stadtplanungstendenzen nach Grundzügen der Charta von Athen.
Größtes Augenmerk wurde insbesondere der Transportinfrastruktur beigemessen. Indem man die Mahnung der beteiligten amerikanischen Stadtplaner im Verfall der amerikanischen City durch Suburbanisierung und der Dominanz des Automobils ernst nahm, wurde der zukünftige öffentliche Verkehr um ein Stadtbahn-System (rapid rail transit) konzipiert. Durch Daten, die die jugoslawischen Stadtplaner im tatsächlichen Transportbedarf ermittelt hatten, wurde durch die amerikanischen Konsultanten an Computermodellen ein allgemeiner Verkehrsplan entworfen, der insbesondere die grundlegende Neuordnung der Schieneninfrastruktur beinhaltete. Die hierdurch entwickelte Transportstudie war ein Teil im allgemeinen Masterplan 1972, der in 15 Expertenblöcke unterteilt wurde. Die Transportgestaltung im Masterplan wurde als einzige auch durch rechnergestützte Simulationen unterstützt. Grundgedanke war der Transit zwischen und unter den Stadtteilen. Dieser Masterplan wurde am 22. März 1972 nach mehrmonatiger öffentlicher Diskussion und allgemeiner Medienrezeption im Stadtparlament angenommen. Er implementierte den dauerhaften Rückbau der Schieneninfrastruktur im Save-Delta und damit die völlige Neugestaltung im Schienenknoten Belgrad. An dem Masterplan hatten insgesamt 250 Experten aus 70 wissenschaftlichen Instituten mitgewirkt. Der Präsentation wohnte Josip Broz Tito persönlich bei. Nach 50 Jahren Planung und etappenweiser Ausführung wird der Großteil der Schienenneuordnung im dritten Jahrzehnt des 21. Jahrhunderts realisiert worden sein. Es ist die größte und komplexeste Schieneninvestition, die im 20. Jahrhundert auf der Balkanhalbinsel durchgeführt worden ist, selbst die größte Gebirgsbahnstrecke Europas, die Bahnstrecke Belgrad-Bar, hatte nur 25 Jahre für ihre Verwirklichung beansprucht.

#### Das amerikanisch-jugoslawische Transportkonzept im Masterplan 1972

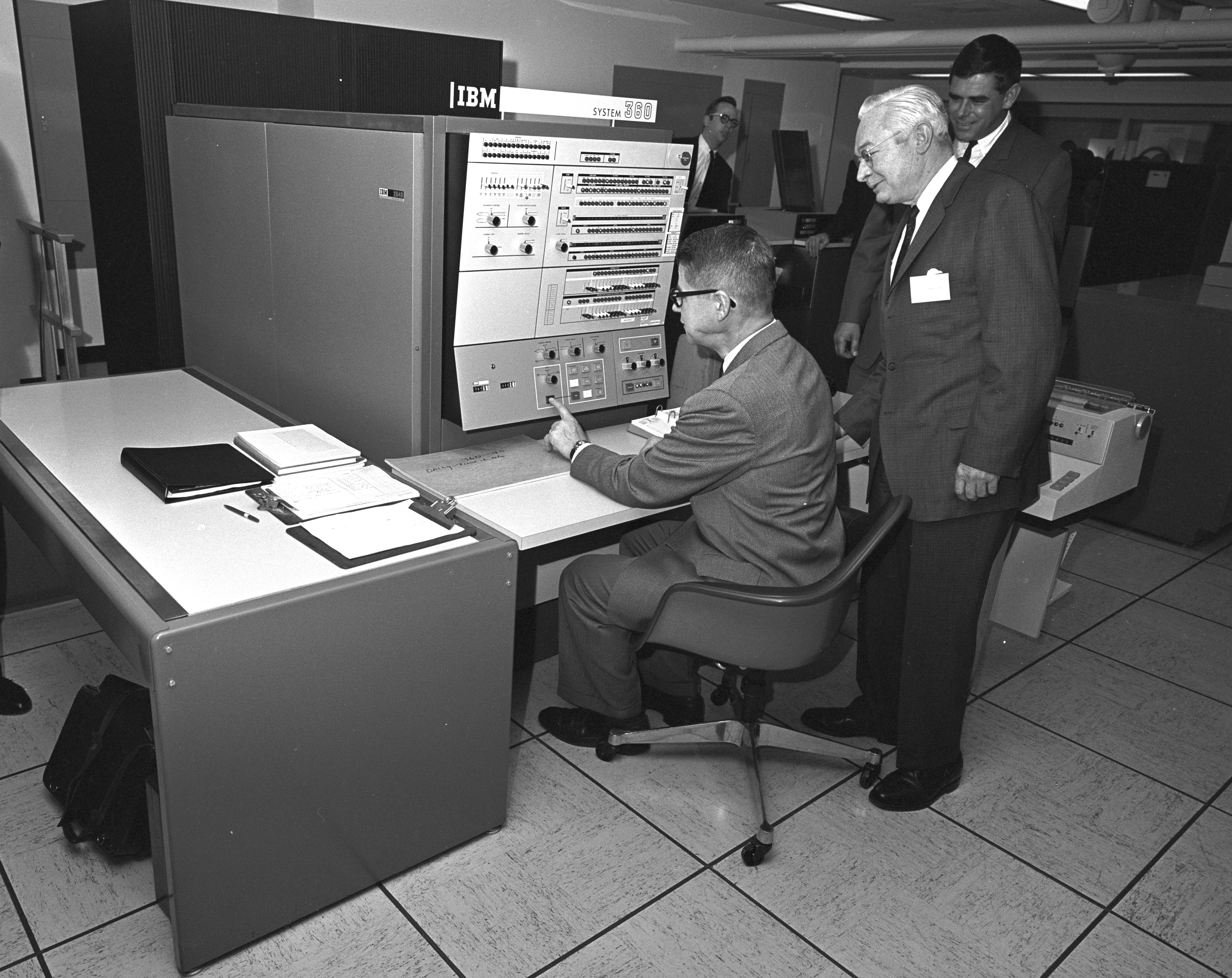
Das Transportkonzept der Stadt im Masterplan 1972 wurde an IBM-360-Model-40-Rechnern bestimmt.

Das Konzept für das neue Verkehrssystem der Stadt Belgrad im Masterplan 1972 wurde zwischen 1967 und 1974 in amerikanisch-jugoslawischer Kooperation zwischen Stadtplanern der Wayne University in Detroit und Stadtplanern im Amt für Stadtplanung in Belgrad entworfen. Von 1969 bis 1972 war Jack C. Fisher, Direktor der Metropolitan Planning and Research Centers an der Wayne State University, Direktor und Administrator des amerikanisch-jugoslawischen Projekts in der Belgrade Landuse and Transportation Study. In zahlreichen Studien wurden die Trassenführungen und möglichen Standorte der Bahnterminals evaluiert. Die amerikanischen Konsultanten für den Transportplan waren Sambamurthy Thyagarajan, Clyde Pyers und Jack Peers.
Das zwischenstaatliche Projekt war in der damaligen Zeit auf verschiedenen Ebenen außergewöhnlich, da es vielen Konventionen des Kalten Krieges zuwiderlief. Zu seiner Zeit war es für die beiden Sponsoren, die Ford Foundation und das Amerikanische Außenministerium, das größte Projekt in Ost-Europa. Es war auch ungewöhnlich, da es nicht von einer Universität, sondern von einem Forschungsinstitut ausgerichtet wurde, und dass es zudem als Geschäftsunternehmung betrieben wurde.
Der "Transportation and Landuse Masterplan Belgrade" bildete eine generelle Abkehr von den europäischen Stadtplanungstendenzen der Zwischenkriegszeit in Jugoslawien, die im Masterplan von 1950 noch auf dem in der Charta von Athen manifestierten Normen modernistischer urbaner Planung basierte. In der modernen Tradition amerikanischer Stadtplanung, die in der Nachkriegszeit international als fortschrittlichste rezipiert wurde, auch in West- und Osteuropa, fand die Entwicklung weg von rein den engeren urbanen Rahmen betrachtenden Gesichtspunkten zu weiteren, regionalen und Metropolregionen einbeziehenden Schemen und Prinzipien unter ökonomischen Gesichtspunkten statt. So bildete der Masterplan von Belgrad 1950 nur die reine Entwicklung von Wohnungen und Gebäuden in den Neubaugebieten ab, 1966, als sich die Einwohnerzahl von 426.000 (1950) auf 727.000 fast verdoppelt wurde, waren die negativen Entwicklungen, die sich durch den zunehmenden Autoverkehr in Belgrad manifestierten schon deutlich spürbar. Der Automobilbesitz war von 1950 11,94 Autos pro 1000 Einwohner auf 1966 32,45 und 1968 81,80 angewachsen. Für 1973 waren schon 180 erwartet worden. Die amerikanischen Stadtplaner, die damals ebenfalls führend in der Computermodellierung waren, entwickelten ein speziell auf die Transportinfrastruktur konzipiertes Softwarepaket, das von den jugoslawischen Stadtplanern für den 1972 vorzustellenden neuen Masterplan für Belgrad, der bis 2000 gelten sollte, genutzt wurde.
Die Kosten der Konsultationen von 1969 60.000 und 1970 110.000 US-Dollar wurden von den jugoslawischen Behörden getragen. Die amerikanischen Berater kamen von der Wayne University (Michigan, Detroit) und hatten im Zeitraum der Ausarbeitung des Transport-Masterplans eine permanente Residenz in Belgrad. Das Software-Paket wurde auf einem IBM 360 (Model 40) installiert. Die Grundidee war, in der Stadt verschiedene Subzentren zu entwickeln und die innerstädtische Verdichtung zu mindern. Hieraus erwuchs unter anderem der Bedarf für einen Eisenbahnknoten mit vier zentralen Bahnhöfen verteilt auf die beiden links- und rechtsseitigen Flussufer Belgrads. Zentrum des Systems sollte der Bahnhof Prokop werden, dem auf der linken Flussseite der Bahnhof Novi Beograd, auf der rechten Flussseite der Bahnhof Rakovica als Vorsortierbahnhöfe im regionalen Schienenverkehr sowie an der Stadtaußengrenze Zemun zugestellt wurden. Über zwei Tunnel, die als Durchmesserlinie konzipiert waren, wurde die für die Einrichtung von Schienenwegen schwierige Geländetopographie Belgrads überbrückt. In Planung war darüber hinaus noch ein schienenbasiertes Schnellbahnsystem (rapid transit rail system), für das 1974 die Metro-Projektgruppe der Stadt Belgrad eingesetzt wurde. Nachdem das Metroprojekt 1984 vorläufig auf Eis gelegt worden war, wurde im Belgrader Eisenbahnknoten zwischen 1984 und 1988 ein S-Bahnsystem, dessen Vollausbau bis 1995 dauerte, eingerichtet.
Insgesamt wurden vier alternative Raumplanungen entwickelt und getestet. Der subjektiv geeignetste wurde ausgewählte und anhand seiner Transportkomponenten weiter mit Daten aus dem Erhebungszeitraum 1966 rechnergestützt untersucht. Im Zavod za Urbano Planiranje wurden in der weiteren Phase jugoslawische Stadtplaner an den in den USA entwickelten Computermethoden geschult, ein Computer und hierauf verschiedene spezielle Programme installiert und mit statistischen nutzbaren Verkehrsdaten von 1966 durchgerechnet. Aus den Ergebnissen wurde der allgemeine Masterplan revidiert und ein Transportsystem sowie eine Mini-feasibility-Studie für ein Schnellbahnsystem für Belgrad erstellt. Unter dem Bürgermeister Branko Pešić wurde daraufhin 1972 im Amt für Stadtplanung der Sektor für die Metro-Planung unter Leitung von Branislav Jovin eingesetzt. Die 1976 vorgestellte Metrostudie sah ein integriertes Schienensystem vor, indem neben fünf Metro-Linien zwei Stadtbahnlinien mit dem zentralen Schienenknoten am Bahnhof Beograd Centar (Prokop) eingerichtet werden sollten. Anders als das Metro-Projekt, dessen Sektor 1982 aufgelöst wurde, konnte die Realisierung des Bahnhofs in den 1980er und 1990er Jahren etappenweise umgesetzt werden.

#### Wettbewerb für das Bahnhofsgebäude

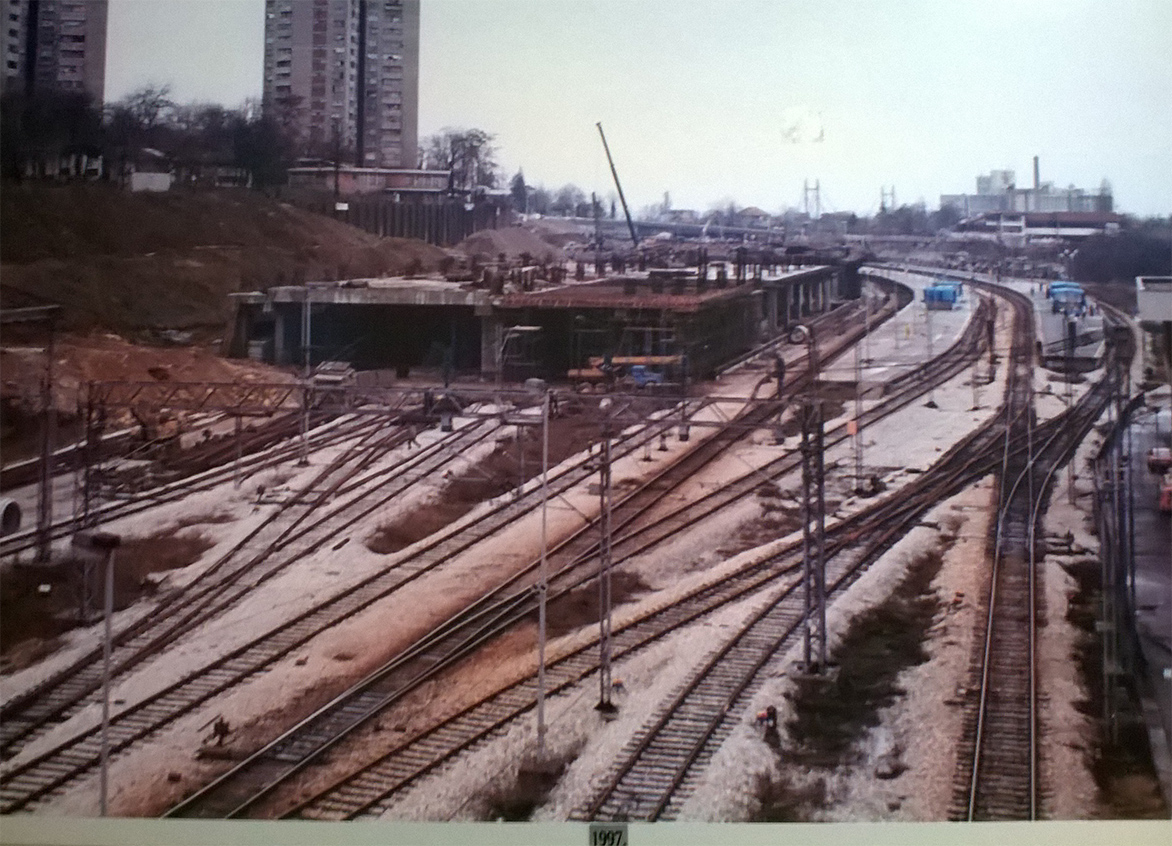
Mit der baulichen Umsetzung des Bahnhofs wurde 1996 begonnen.

Für das Bahnhofsgebäude wurde zuerst am 15. Juli 1972 ein anonymer Wettbewerb ausgeschrieben, an dem Architekten ohne weitere Vorgaben einen Entwurf für Bahnhof und Schieneninfrastruktur einreichen durften. Es standen 24 ha für die Gestaltung des Bahnhofsgeländes an der Lokalität Prokop zur Verfügung. Aus den dabei eingegangenen Beiträgen wurden schließlich sechs Arbeiten weiter zugelassen, die in einer zweiten Auswahlrunde an Verbesserungsvorschläge einer Kommission angepasst wurden. Aus dieser Auswahlrunde konnten sich zwei Arbeiten für die finale dritte Runde qualifizieren. Nach anderthalb Jahren der weiteren Ausarbeitung an den eingereichten Projekten siegte 1976 schließlich das Architektenteam Živorad Lisičić, Srboljub Rogan, Zoran Žunković und Mihajl Živadinović, an dem auch der Verkehrsplaner Mihailo Maletin beteiligt war.
Für den Bahnhof selbst wurde 1975 ein separater Wettbewerb ausgelobt, am 20. Oktober 1975 die Architekten Zoran Žunković, Živorad Lišić, Mihajlo Živadinović und Srgoljub Rogam als Gewinner gekürt.
Die offizielle Eröffnung der Arbeiten fand am 4. Dezember 1976 statt. Der Feier wohnten neben den Projektanten des Schienenknotens, die Projektanten des Bahnhofs sowie der Bürgermeister Živorad Kovačević bei. Die Finanzierung übernahmen die Republik Belgrad, die Stadt Belgrad und die Eisenbahndirektion der ŽTP-Beograd. Da der Bahnhof nur einen Teil der komplexen Rekonstruktion des Belgrader Eisenbahnknotens bildet, konnte dieser nur etappenweise errichtet werden. Am 15. September 1984 wurde der damalige Haltepunkt "Prokop" zur Feier des hundertjährigen Bestehens der Eisenbahnen Serbiens erstmals in der Ankunft eines Zuges aus Richtung Ruma kommend eingeweiht. Erst Mitte der 1990er Jahre wurde mit der weiteren Umsetzung des Plans, den 1998 einer der Sieger im ersten Konkurse, Srboljub Rogan, im Auftrag des Eisenbahnplanungsamtes CIP und in Konsultation mit Nikola Hajdin umgearbeitet hatte, fortgefahren. Die ursprünglichen Zeichnungen und Modelle hatten den Bahnhof noch in der Form von Flügeln eines Vogels vorgesehen, in weiteren Überarbeitungen wurde die potentielle kommerzielle Nutzung der Stockwerke oberhalb der Gleisanlagen zunehmend präferiert.

### Kosten und Finanzierung

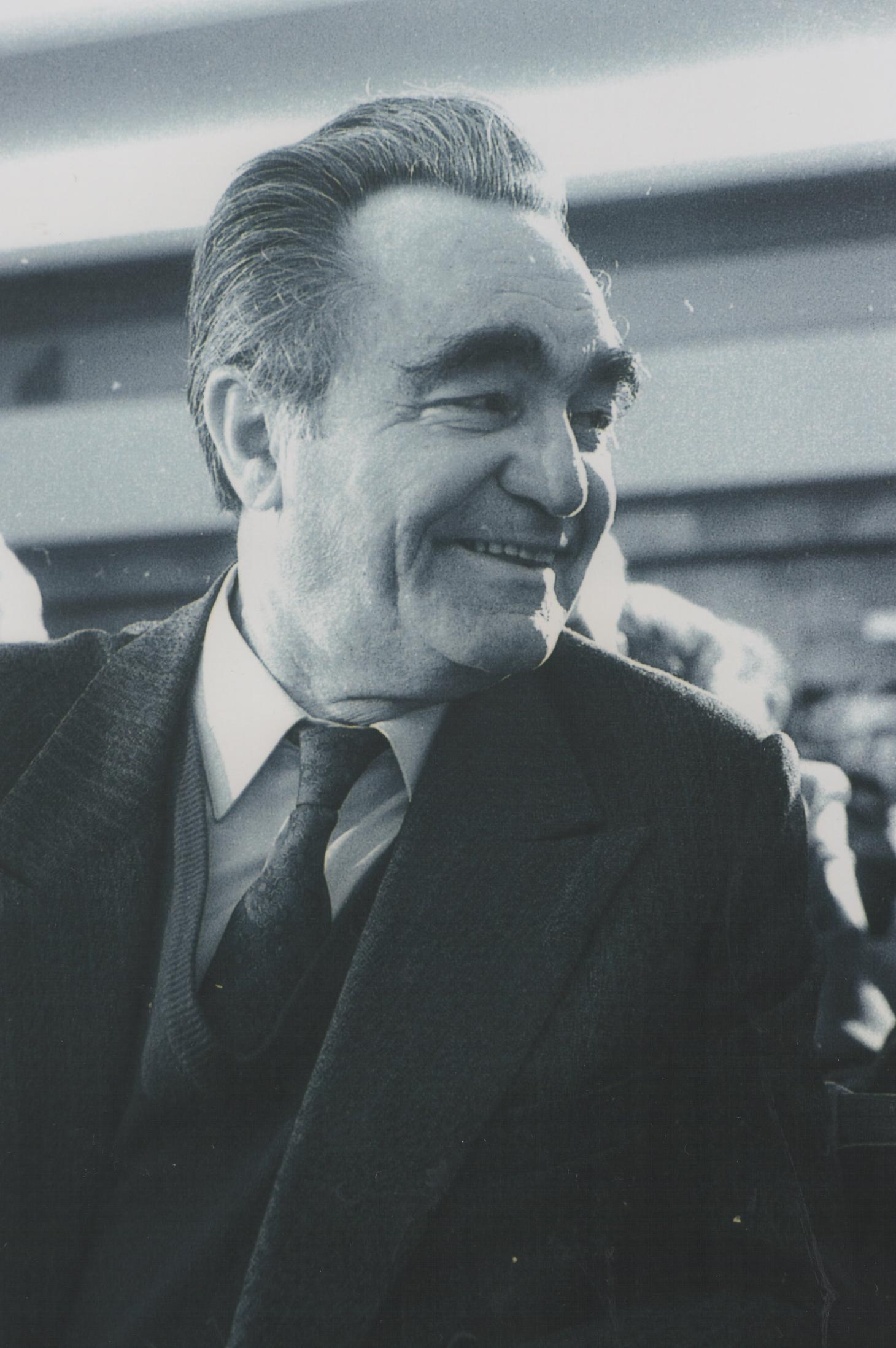
Unter Branko Pešić, Bürgermeister von Belgrad (1965-1974), fand die politische Umsetzung zur großen städtebaulichen Erneuerung Belgrads statt.

Dass die Stadt einen neuen Bahnhof erhalten soll, erfuhr die Öffentlichkeit durch Branko Pešić am 4. Dezember 1970 als unter Beisein von Josip Broz Tito die Stadtautobahn mit der Savebrücke Gazela, das vierstöckige Autobahnkreuz Mostarska petlja sowie der Autotunnel Terazije zeitgleich eröffnet wurden. Zugleich machte Pešić auch auf die zukünftige Aufnahme an Projekten einer Belgrader Metro aufmerksam. Pešić sprach dabei davon, dass die Stadt 40 % der Kosten für den neuen Schienenknoten, die Republik Serbien und die ŽTP-Beograd den Rest zu übernehmen hätten. Da aufgrund des Drucks der SR-Slowenien und der SR-Kroatien seit 1966 keine Bundesmittel für Infrastrukturausgaben in Jugoslawien nach dem 31. Dezember 1970 ausgegeben werden durften, blieb der Knotenausbau auf Finanzierungsmöglichkeiten der SR-Serbien angewiesen. Von 1971 war dadurch jede Republik im Infrastrukturausbau eigenverantwortlich; die beiden reichsten Republiken haben bis zur endgültigen Staatsauflösung nicht mehr in die Strukturentwicklung ärmerer Regionen und Republiken investiert. Aufgrund dieser Konstellation, als der Staat keine infrastrukturellen Fördermittel für Projekte einzelner Republiken verfügte, bedingten die knappen Finanzressourcen in Serbien, dass das sehr ambitionierte Projekt im Umbau des Schienenknotens nur etappenweise umgesetzt werden konnte. Im Endergebnis plagte dieses auch jahrzehntelange Verzögerungen.
Pešić, der dafür bekannt war, für die teuersten Infrastrukturprojekte in Belgrad geschickt über seinen direkten Draht zu Tito, die staatlichen Institutionen auszuspielen, hatte nur in der Anfangsphase des Bauprojektes dieses bis 1974 in die Wege gebracht. Seine Nachfolger verfügten nicht über ein gleichwertiges Charisma noch politische Netzwerke, die sie trickreich für die im Masterplan für Belgrad 1971 vorgesehenen, sehr ambitionierten Projekte auch finanziell durchzusetzen.
Pešić hatte ein Talent, im Ausbau der Stadt auf die knappen Gelder aus Gremien der Bundesinstitutionen zu setzen, die er mit nicht immer ganz legalen Mitteln herauszuschleusen wusste, was Dušan Radović folgendermaßen charakterisierte:

„Er hat Banken überfallen, Arbeiterorganisationen ausgenommen, hat Fräuleins des Apparats genötigt, stand sich die Beine am Bundesexekutivrat ab, schleichte als Taschendieb in öffentlichen Verkehrsmitteln, verstellte seine Identität, fälschte Dokumente, verteilte Blüten aus, betrog wen er konnte, spielte mit gezinkten Karten, und schmierte bei Belieben - nur damit unser Belgrad größer und schöner wird. Es sei ihm gedankt.“

Bekannt ist, dass Pešić bei Tito für eine neue Bahnhofslokalität geworben hatte, indem er, wie er gegenüber Borko Gvozdenović, einem befreundeten Journalisten der Politika gestanden hatte, bei der Besichtigung der neuen sechsspurigen Autobahnbrücke Gazela vorher im darunter liegenden Lokschuppen am Bahnhof Beograd, die damals noch dampfgetriebenen Lokomotiven hat heizen lassen. Tito soll beim Anblick des inszenierten Lokomotivdampfs ausgesprochen haben, dass der dortige Bahnhof geschlossen gehört, was Pešić willkommener Anlass war, dies als Direktive Titos für den Bau eines neuen Bahnhofs zu nutzen. Diese inszenierte Situation wird daher oft als Beginn des Bahnhofneubaus in Prokop angesehen. Erst im Konsens der höchsten staatlichen Autorität war auch die breite gesellschaftliche und behördliche Akzeptanz für das Großprojekt zu gewinnen gewesen. Pešić hatte somit, bevor die tatsächlichen Projektpläne bekannt gegeben worden waren, schon am 4. Dezember 1970 im Beisein Titos die Öffentlichkeit in seiner Ansprache informiert, und gleichzeitig den Anschein erweckt, die Führung Jugoslawiens habe sich hinter dem Projekt versammelt. Dabei war die eigentliche Entscheidung im Stadtrat noch nicht beschlossen, jedoch aufgrund des taktischen Vorgehens Pešićs, war es Formsache, dass der Beschluss im Stadtrat am 11. März 1971 sowie die vorherige Abstimmung der gemischten Kommission im Stadtplanungsamt am 24. Dezember 1970 über die beiden Schienenknotenvarianten eine Mehrheit erlangen wird. Da im Stadtplanungsamt nur die Variante „Prokop“ sowie „Sava D“ als Ausbau des alten Standorts diskutiert wurden, hatte Pešić ebenfalls schon ein Votum für die Umsiedlung an den Standort Prokop gesetzt.
Nach Pešić wurde für die finanzielle Umsetzung des Projektes eine eigenständige Direktion auf Initiative der Stadtregierung und der ŽTP-Beograd eingesetzt. Innerhalb der Direktion wurden die Projektanten, Ausführenden, Investoren, zuständigen Behörden der Stadt und der Republik versammelt.
Die Umsetzung des Projekts begleiteten vielfache Probleme, zu denen die zahlreichen Unterbrechungen in der Umsetzung als die schlimmsten gelten. Die Unterbrechungen waren vom Ungewissen begleitet, ob die notwendigen Investitionen genehmigt würden. Die Bauunterbrechung am Bahnhof dauerte vergleichsweise lange von 1977 bis 1996, sowie nach der erfolgten Aufnahme in den weiteren Etappen, in denen verschiedene Finanzierungsmöglichkeiten scheiterten.
Pešićs visionäre politische Entscheidung mit der für Stadt und Land schwierigen Verwirklichung der ambitionierten Verlegung des Bahnhofs Beograd an die Lokalität Prokop hat 50 Jahre nach ihrer Entscheidung die urbane Umgestaltung im Stadterneuerungsprojekt von Belgrade-Waterfront durch den dortigen Rückbau der Schieneninfrastruktur im Save-Amphitheater Realität werden lassen. Pešić wurde hierfür posthum durch die Regierung Serbiens, sowie vom Stadtparlament Belgrads, gewürdigt.
Nach Aussagen des Direktors im Bau des Belgrader Schienenknotens, Milutin Milošević, wurde seit 1974 für alle Infrastrukturmaßnahmen innerhalb des neuen Schienenknotens von 1974 bis 2015 ca. 600 Millionen Euro investiert. Für die Gesamtfertigstellung sollten noch ca. 200 Millionen notwendig gewesen sein. Dagegen spricht der ehemalige Verkehrsminister und Direktor im Eisenbahnbauamt CIP, Milution Mrkonjić, dass der gesamte Schienenknoten bis 2016 etwa 1 Milliarde Euro gekostet habe. Er sprach ebenso davon, dass noch etwa 160 Millionen Euro zu investieren wären, um den Bahnhof zu komplettieren.

### Einrichtungsphase

#### Baubeginn

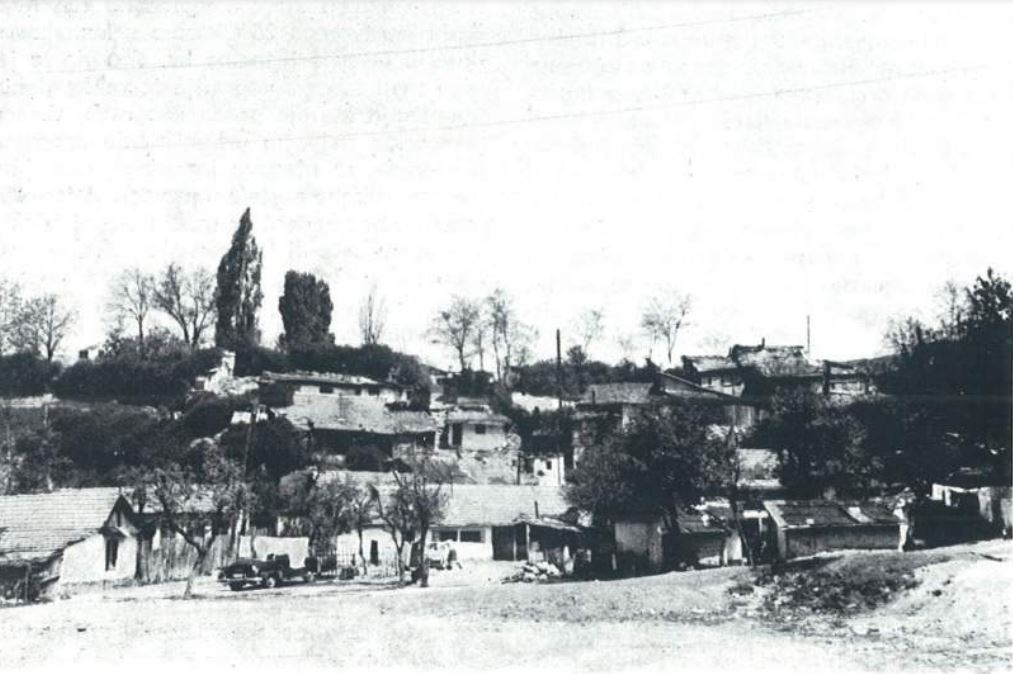
Auf dem Gebiet des späteren Bahnhofs hatte sich die informelle Siedlung Prokop, die etwa zwischen 1910 und 1975 bestand, entwickelt. Hier lebten Leute in ärmlichen Verhältnisse wie Angehörige der Roma.

Bevor mit den Arbeiten an der Station begonnen werden konnte, musste die informelle Siedlung Prokop zu Teilen geräumt werden. 50 einfach gebaute Häuser wurden geräumt, 70 Familien wurden umgesiedelt. Die Häuser entstanden hinter der Brauerei, wo das Erdmaterial zum Aufschütten der bara Venecija exploitiert worden war. Durch das Ausräumen war so eine ebene Fläche entstanden, wo sich die Arbeiter selbst ihre ersten Hütten errichtet hatten. In Prokop lebte die einfache serbische Bevölkerung, die aus verschiedenen Regionen in Serbien, Bosniens, der Lika sowie Dalmatiens entstammte. Die untere Siedlung war eine reine Romasiedlung, höher am Hang zwischen Maleško brdo und dem Stadion JNA siedelten die serbischen Bewohner.
Die Realisierung wurde vom damaligen Oberbürgermeister Branko Pešić im März 1974 mit dem Baubeginn der Neuen Belgrader Eisenbahnbrücke über die Save eröffnet.
Der feierliche Start der Bauarbeiten am Bahnhof Prokop war der 3. Dezember 1976 im Beisein des Bürgermeisters Živorad Kovačević und der Projektanten des Eisenbahnknotens und des Bahnhofs. Die anfänglichen Arbeiten galten der Sicherung des Baugeländes in den rutschgefährdeten Partien am Hang des Maleško brdo. Danach folgten Arbeiten auf dem Bahnhofsplateau, das 700 × 300 m Ausdehnung besaß. Nach den damaligen Plänen hätten auf dem Plateau acht Bahnsteige von jeweils 10 m Breite und 300 bis 500 m Länge und 11 Bahngleise gebaut werden sollen. 1977–1978 wurden nur die unbedingt notwendigen Bahnsteige ausgeführt. 1978 folgte eine erste Revision des Projektes, die eine Verkleinerung des Bahnhofsüberbaus und Verringerung der den Bahnhof schmückenden Details vorsah. Mit dem Beginn der ökonomischen Krise in Jugoslawien 1978 ruhten die Arbeiten praktisch anschließend bis 1996.
Nach den damaligen Planungen hätte der Bahnhof am 1. Mai 1979 für die Öffentlichkeit freigegeben werden sollen. Als Durchgangsbahnhof hätte er Zulaufstrecken über drei Tunnel erhalten sollen und so einen schnellen Transit gewähren sollten. Durch die mit der Vernetzung von Eisenbahn, Stadtbahn und U-Bahn in zwei zentralen Umsteigestationen und der kompletten Umwandlung des gesamten Schienenverkehrs in Belgrad verbundenen hohen Kosten des technisch anspruchsvollen Projektes verzögerte sich die Fertigstellung bis heute. Nach Investition von 980 Millionen Euro bis 2007 ist es das bis heute teuerste Vorhaben der städtischen Infrastruktur Belgrads und hinkt der Fertigstellung mittlerweile um mehrere Jahrzehnte hinterher.
An der Großbaustelle des Bahnhofs ist in Etappen zwischen 1977 und 1980, zwischen 1984 und 1989 und zwischen 1996 und 1999 gearbeitet worden. Während dieser Bauphasen konnten aber alle Tunnel sowie Brücken und die Bahnsteige des Bahnhofs Prokop wie auch die unterirdische Station Vukov spomenik beendet werden.

#### Baustopp

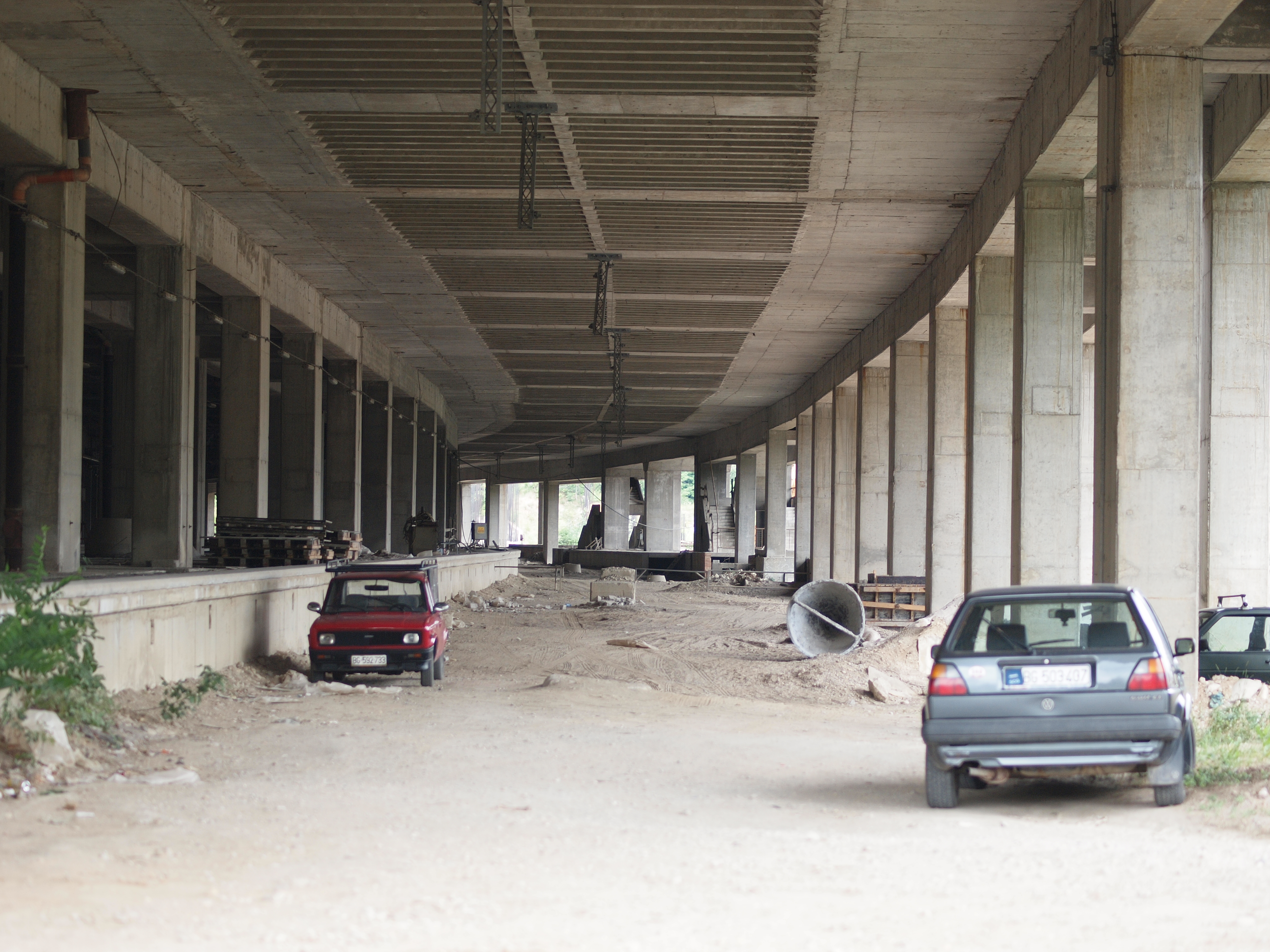
Unterbrochene Arbeiten, 2009

Nachdem es 1980 erstmals zu einem kürzeren Baustopp gekommen war, wurde 1984 durch die Einrichtung von 8 Bahngleisen für den Betrieb des Beovoz eine Teileröffnung als End-Haltepunkt im Stadtbahnverkehr ermöglicht. 1995 wurde durch die Fertigstellung des Vračar-Tunnels eine transversale Durchmesserlinie zum Donauufer unter der Stadt geschaffen, die einen Betriebslauf bis nach Pančevo im Banat ermöglichte. Nachdem 1995 auch die Station Vukov spomenik den allgemeinen Durchbruch im Stadtbahnverkehr Belgrads bedeutete, wurde 1996 mit der völligen Rekonstruktion der bisherigen Infrastruktur im Bahnhof Belgrad Zentrum begonnen. Alle bestehenden Bahngleise wurden durch die Errichtung einer 400 m langen und 100 m breiten Stahlbetonschale entfernt. Diese Arbeiten wurden 1999 beendet, als der NATO-Luftkrieg gegen die Bundesrepublik Jugoslawien alle weiteren Arbeiten für längere Zeit unterbrach.

#### Planungen zur Wiederaufnahme der Bauarbeiten
Die Wiederaufnahme der Bauarbeiten am Bahnhof wurden im März 2008 durch die serbische Eisenbahngesellschaft Železnice Srbije und das Bauunternehmen Energoprojekt in einem Vertrag über die Vollendung der Station geregelt, der die mehrfach gescheiterten Versuche, den Bahnhof mittels privatwirtschaftlicher Finanzierung fertigzustellen, beendete. Hierin wurde festgehalten, dass die Bauarbeiten zwei Monate nach einer Ratifizierung beginnen würden.
Diese komplexen und sich über mehrere Jahre ziehenden Verhandlungen zwischen den Eisenbahnen Serbiens und Energoprojekt bestätigten die ursprünglichen Verträge mit dem Unternehmen aus dem Jahre 1996 und garantierten die in den Vorarbeiten zum Bau des Bahnhofs schon eingebrachten 100 Millionen Euro und die aus den Vorleistungen bestehenden offenen Verpflichtungen des Staates in Höhe von 15 Millionen Euro zu begleichen sowie zusätzliche Sicherungen von 230 Millionen Euro bereitzustellen.
Wegen der fehlenden Ratifizierung des Vertrages durch die serbische Regierung verzögerte sich die Realisierung des Abkommens erneut. Erst in einem Protokoll vom 17. Oktober 2008 zwischen dem Ministerium für Infrastruktur, dem Oberbürgermeister von Belgrad, dem Direktor der Eisenbahnen Serbiens und im Beisein des damaligen serbischen Premiers Mirko Cvetković wurde das Vertragswerk ratifiziert. Der Staat Serbien sowie die Stadt Belgrad einigten sich darin, für den finanziellen Bedarf zur Fertigstellung aufzukommen.
Für 2009 werden Mittel der Stadt Belgrad in Höhe von 22 Millionen Euro als Maßnahmen im Ausbau der städtischen Verkehrsinfrastruktur zum Bahnhof sowie 35 Millionen des Staates in den Bahnhof selbst eingebracht.
Die Realisierung der ausgelobten Infrastrukturmaßnahmen sollte nach diesen Plänen innerhalb von 18 Monaten beendet worden sein, und der Bahnhof technisch in der Lage sein, den Eisenbahnbetrieb zu gewährleisten. Auch eine Wiederaufnahme der ursprünglich angedachten U-Bahn-Anbindung wurde mit dem Projekt weiterhin verbunden.
Die Station Prokop soll so eine Fläche von 40.000 Quadratmetern einnehmen und über sechs Bahnsteige und zehn Bahngleise verfügen. Nach Fertigstellung soll der S-Bahn-, U-Bahn- und Eisenbahnverkehr in ein zentrales Schienennetzsystem mit mehreren Umsteigebahnhöfen integriert werden. Der neue Bahnhof bietet zudem erstmals auch die Anbindung des nach Rumänien führenden Schienenfernverkehrs, der bis jetzt nur über die Station Pančevački most läuft, an das nähere Stadtzentrum.

#### Weiterbau

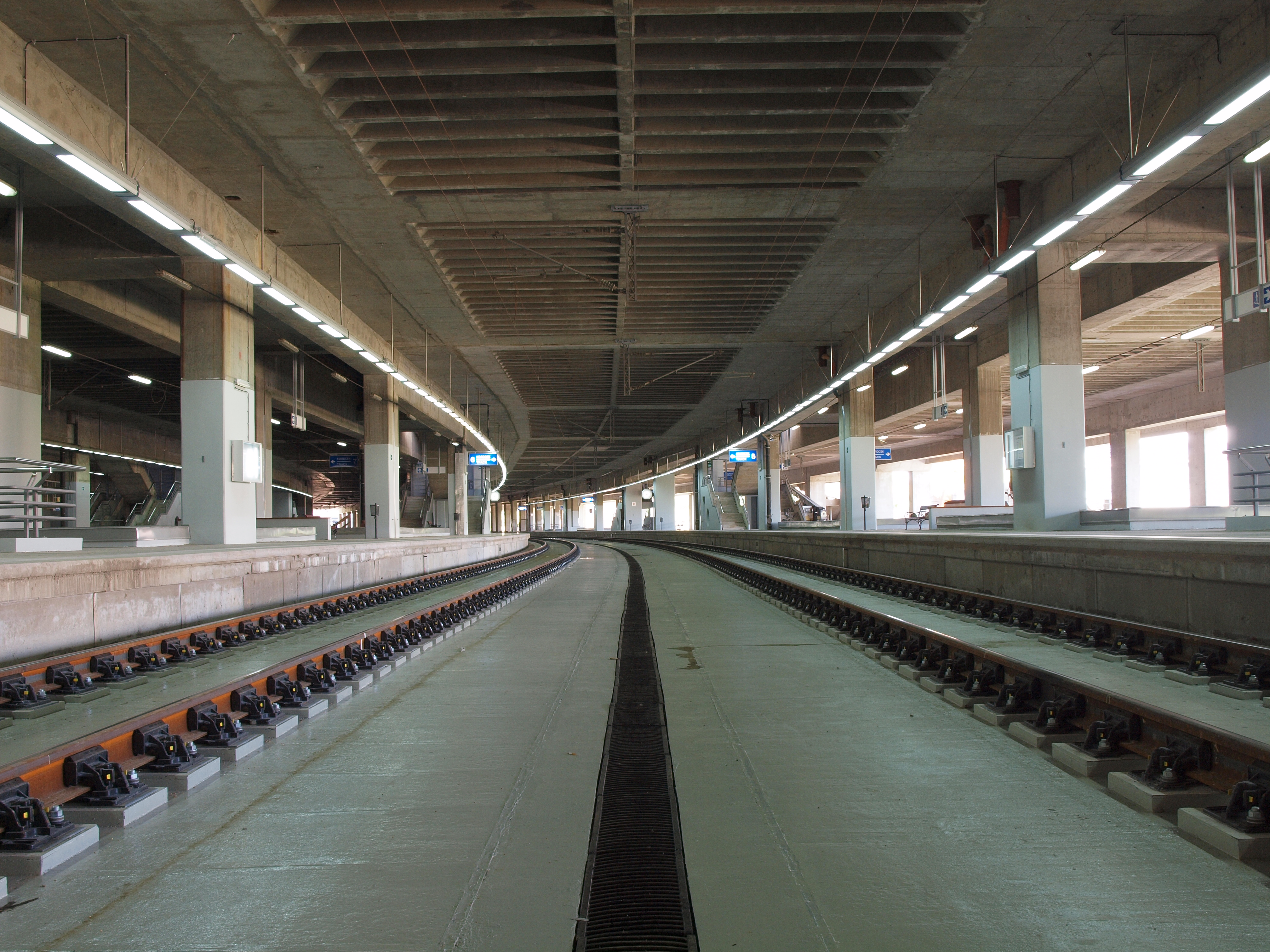
2010 wurden die Bahngleise 5 und 6 in den Betrieb des städtischen Personenverkehrs – BG:Voz – integriert.

##### Bis 2014
Bedingt durch die andauernde Wirtschaftskrise in Serbien wurden alle vorangegangenen Planungen in Frage gestellt. Bis 2010 wurden lediglich die Bahngleise 5 und 6 für die Nutzung im Betriebsablauf des S-Bahn-ähnlichen Systems BG:voz eingerichtet. Die Regierung Serbiens konnte jedoch 2012 einen kuwaitischen Kredit über 26 Millionen Euro sichern, der für die nächste Ausbauphase des Bahnhofes genutzt wurde.

##### Phase 1: 2014–2018 – Übergabe an den Personenverkehr

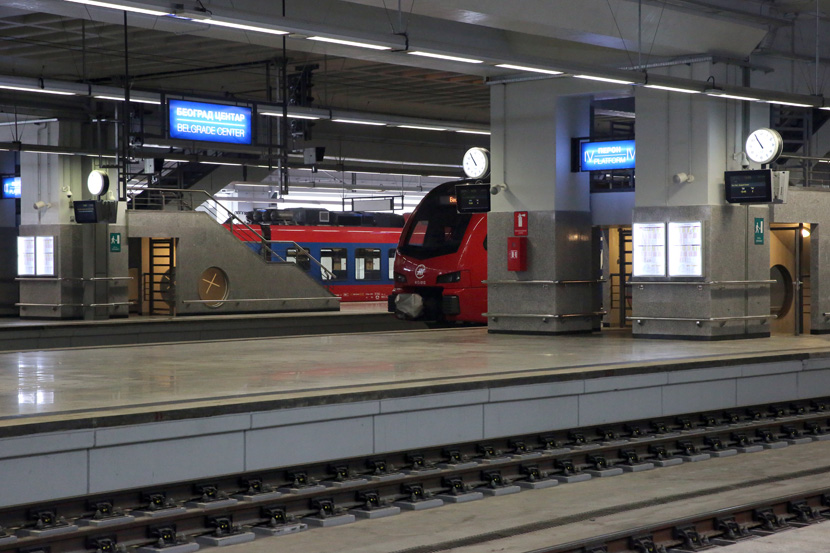
Bahnsteige, 2016

Zwischen Dezember 2014 und dem 26. Januar 2016 wurden damit aus dem kuwaitischen Fond für Arab Economic Development der Betriebsablauf durch Verkehrsabnahme, Abfertigung und Verkehrskontrolle im Bahnhof eingerichtet. Darüber hinaus konnte die gesamte elektronisch-technische Infrastruktur des Bahnhofs mit der konstruktiven Fertigstellung der Bahngleise 3, 4, 7, 8 und der Rekonstruktion der Bahngleise 9 und 10, der Vollendung der unterirdischen Verbindungswege zu den Bahnsteigen, der Installation von Verkehrsinformationssystemen, Oberleitungen und der Konstruktion vom vier Stromumleitungswerken, Energie- und Telekommunikations-Installationen, Verkehrsleitsystemen und Informationsnetzen, Sicherheitssystemen der Station, sowie der Installation von elektronischen Signal- und Sicherheitssystemen der Station Karađorđev park sowie der Dedinje-Tunnel-Schienenkreuzung und der Rekonstruktion aller Signalanlagen vollendet werden.
Für die Realisierung der zweiten Ausbauphase hatten die kuwaitischen Geldgeber bei einer planerfüllenden Abwicklung der ersten Phase eine weitere Tranche von 40 bis 45 Millionen Euro zugesichert, die für die städtischen Zufahrten, Bahnhofshalle und kommerziellen Einrichtungen im geplanten Einkaufszentrum sowie eine Großgarage eingebracht werden sollte. Zwar waren nach Angabe der Ministerin für Infrastruktur Zorana Mihajlović diese Arbeiten ab März 2016 geplant, wurden jedoch nie umgesetzt.
Nachdem in dieser ersten Bauphase acht Gleise dem Schienenverkehr übergeben wurden, werden zusätzlich zu den jetzt fünf fertiggestellten Bahnsteigen in den nachfolgenden Bauphasen noch ein weiterer sowie Bahnhofshalle und Einkaufszentrum mit den zugehörigen Verkehrsanschlüssen für den Öffentlichen Personennahverkehr errichtet. Die komplette Fertigstellung wurde vom serbischen Premier für 2018 angekündigt. Bis heute wurden für den Bahnhof 145 Mio. Euro ausgegeben.

##### Phase 2: 2020–2023

###### Erster Teil
In der ersten Stufe der Phase 2 wurden Gelder in Höhe von 11 Mio. Euro aus dem Budget der Republik bereitgestellt. Die öffentliche Ausschreibung für die Arbeiten bekam das Belgrader Unternehmen Elita Cop zugesprochen. Die erste Stufe der Arbeiten in Phase 2 umfasst die Grobmontage der Betonplatte auf Kote 105 mm (ü.AA.) am Nordende des Bahnhofs mit dem Ersten Bahnsteig und dem zukünftigen ersten und zweiten Bahngleis. Diese Arbeiten umfassen ebenso die Grobmontage von Vestibül und Haupteingang auf Autobahnseite. Die Unterzeichnung der Verträge erfolgte am 24. März 2020, die Arbeiten starteten am 11. Mai 2020. Das Ende der ersten Stufe der Phase 2 ist August 2021.

###### Zweiter Teil

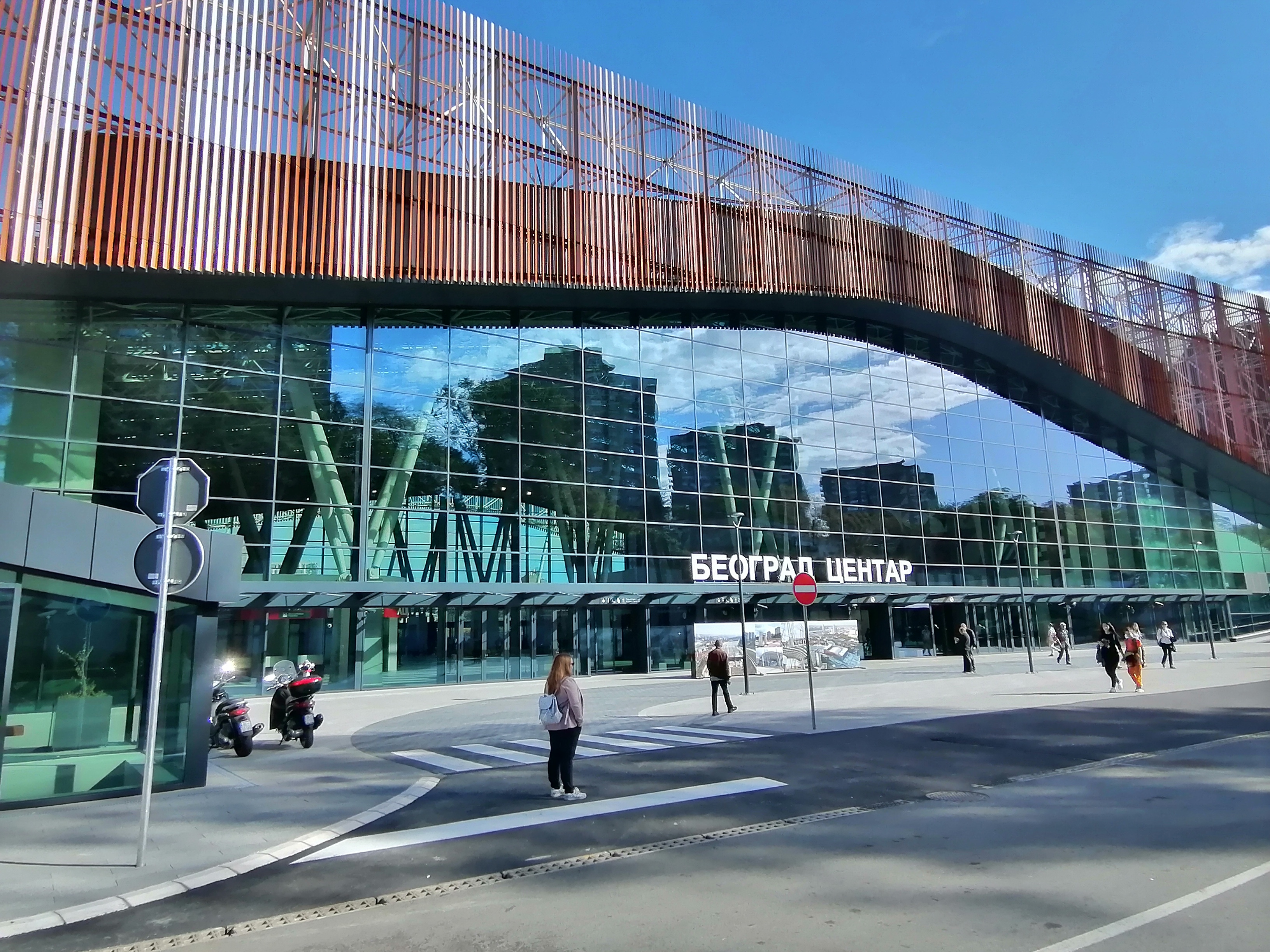
Neues Bahnhofsgebäude, 2023

In der zweiten Stufe der Phase 2 sind die Installation unterhalb der Betonplatte auszuführen. Dieser Stationsteil dient der Personenabfertigung mit dem nordseitigen Haupteingang auf Kote 85 m (ü.AA.). Hier ist der Bahnhofsvorplatz mit den Zubringern zur Autobahn vorgesehen. In diesem Bauteil liegen ebenfalls die technischen Installationsräume wie die Räumlichkeiten des Bahnpersonals. Die technischen Räume sowie die Personenabfertigung nehmen den Baukörper am ersten Bahnsteig entlang der 450 m langen Fassade ein. Vom untersten Level auf Kote 85 m (ü.NN.) folgen noch weitere drei Etagen (90, 93.60, 98,15 m ü.AA). Die Bahnsteige liegen auf der dritten Etage (98.15). Diese Arbeiten werden durch die Weltbank finanziert. Sie umfassen ebenso die Arbeiten an der Fassade wie die technischen Installationen unterhalb der Betonplatte auf Kote 105. Unterhalb der Bahnsteige liegen die Personenpassagen mit horizontalen und vertikalen Verbindungen. Auch für die Gleise 1 und 2 sind die technischen Bahnausstattungen mit Schienen, Oberleitungen und Signal- und Telekommunikationseinrichtungen auszurüsten. Dazu kommen noch Arbeiten zu den Verbindungsstraßen vom Vojvode Putnika Boulevard, Prokupačka ul. und den Arbeiten am Bahnhofsvorplatz am Nordportal mit Parkplätzen, Zubringern, Beleuchtung, Fußgängerinfrastruktur, Begrünung u. a. Architektonisch wird der konvex geformte, 450 m lange und 20 m Haupteingangsbereich als Glasfassade gestaltet werden.

##### Phase 3
In der Phase 3 werden die Gebäude oberhalb der Kote 105 gestaltet. Diese beinhalten die eigentliche Bahnhofshalle, für die ein privater Investor gefunden wurde. In ihr werden die kommerziellen Objekte des Bahnhofs, Büroräume, Einzelhandelsgeschäfte integriert.

## Kritik

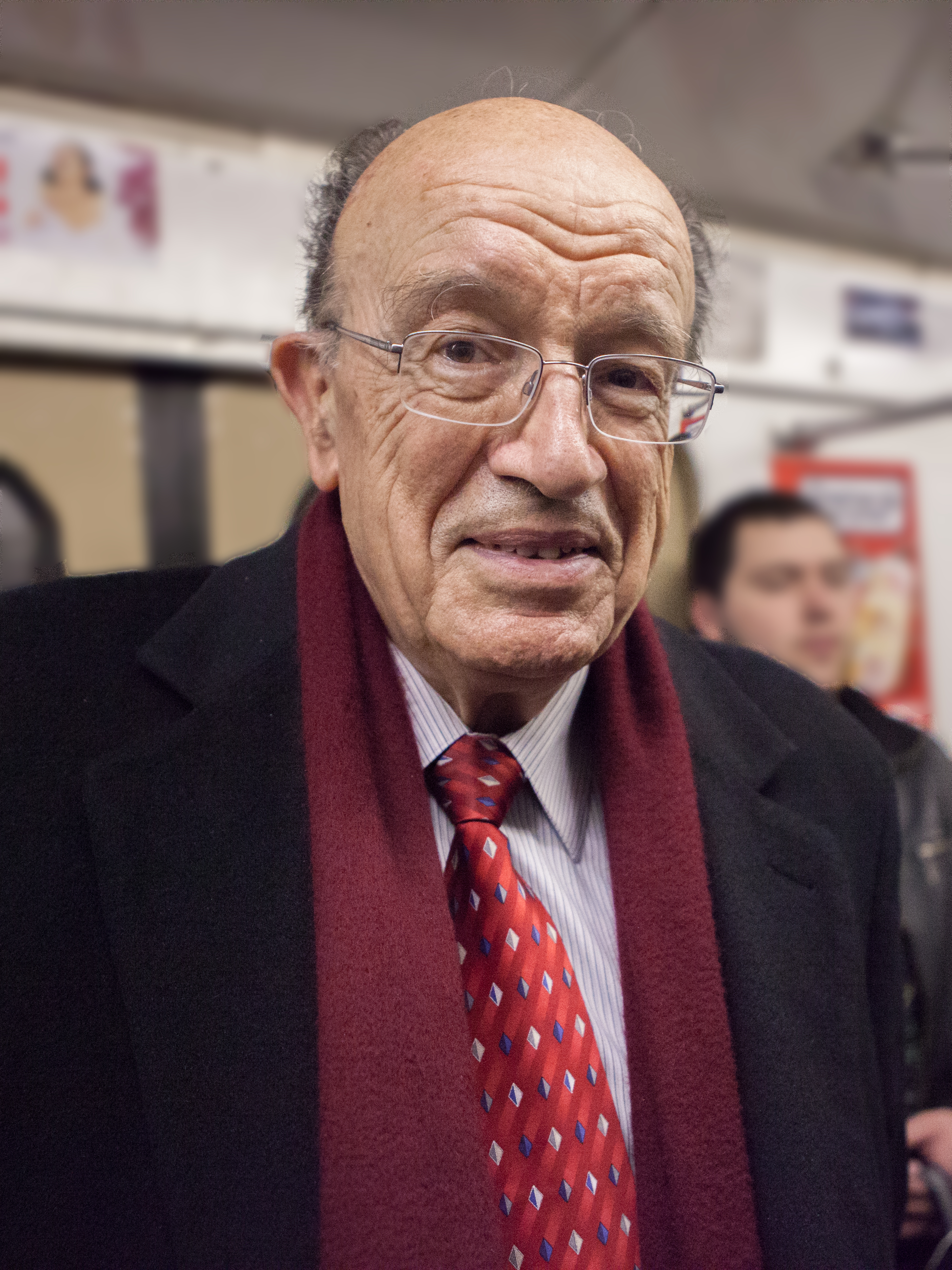
Zu den Kritikern der schlechten Umsetzung der Anbindung der Station in das integrierte Verkehrssystem der Stadt zählt der Verkehrsexperte Vukan R. Vučić.

Nach der Annahme des Konzepts im Umbau des Schienenknotens in der ersten Ausführungsetappe wurde zuerst mit der Einrichtung der komplexen Zulaufstrecken, die alle neu errichtet werden mussten, begonnen. Somit wurde der Baubeginn am Bahnhof nicht zeitgleich realisiert. Nach der neuen Eisenbahnbrücke und den Tunnelstrecken Dedinje und Vračar wurde erstmals am Bahnhof, für den seit 1975 ein Bauprojekt bestand, provisorisch mit der Einrichtung von Bahnsteigen begonnen, aber ohne die Bahnhalle mit zu errichten. Da der Bahnhof auch nach zwei Jahrzehnten des Bestehens sowie einem Jahrzehnt der Betriebsaufnahme in den 1990ern immer noch nicht substantiell vorangekommen war, wurde Mitte der 1990er verstärkt Kritik am Bahnhofsprojekt ob der schleppenden Umsetzung, und der unrealistischen finanziellen Ausstattung, mit der das Projekt in den 1970ern angestoßen worden war, ausgesprochen. So kritisierte im Jahr 1999 Vukan R. Vučić, emeritierter Professor für Verkehrskonzepte und Transportsysteme aus Philadelphia und nach 2000 leitender Berater für die Entwicklung der Nahverkehrsschienensysteme in Belgrad, dass zum Projekt die Stadtteilentwicklung im Bezirk Prokop gehört hätte, die eine Versorgungsfunktion des Bahnhofs mit Hotels, Restaurants und öffentliche Gebäude geleistet hätte, sowie die fehlende massive Anbindung an das ÖPNV-Netz. Vučić kritisierte, dass aus der peripheren Lage des Bahnhofs ohne dessen Nahverkehrsanbindung dieser eine negative Tendenz für die Entwicklung der Nutzung der Eisenbahn für die Einwohner Belgrads auslösen wird, obwohl er auch betonte, dass der Bahnhof „Beograd“ selbst nicht optimal gelegen gewesen sei. Für die Station „Prokop“ war vorgesehen, dass sie in das zu bauende U-Bahn-Netz mit zwei Linien integriert werden sollen. Im neusten U-Bahn Plan der Stadt war jedoch in „Prokop“ kein Haltepunkt der ersten U-Bahn-Linie mehr vorgesehen. Vučić wie andere Verkehrsexperten favorisierten daher eine Beibehaltung im Standort des alten Bahnhofs sowie ein Ausbausystem aus dem „Sava-D“ Konzept mit der Anlage eines Basistunnels unter der Altstadt.
Vučić sah in fehlenden finanziellen Möglichkeiten, die von den Planern in den 1970ern völlig ignoriert worden waren, den Hauptgrund der fehlenden Entwicklung des Bahnhofs zum Verkehrsknoten der Stadt. Er betont, dass ohne die U-Bahnanbindung noch die Entwicklung des Stadtteils die periphere Lage des Bahnhofs, der nach Schließung des Bahnhofs im Save-Amphitheater der einzige auf der Altstadtseite Belgrad geworden ist, nicht behoben werden wird. Mit der Planänderung, den Bahnhof nicht mehr als zentralen Umsteigeknoten im zukünftigen U-Bahn System auszubauen, erfolgte nach Vučić eine grundlegende Abkehr von den Plänen der 1970er Jahre. Nach Vučić besteht in Europa kein anderer zentraler Bahnhof, der vom Stadtzentrum her stärker isoliert liegt. Nach Vučić hätte das Schienensystem der Stadt in der Beibehaltung von sechs bis acht Gleisen am Bahnhof „Beograd“ optimal funktionieren können.
Die Kritik verstärkte sich nochmals, als 2018 Pläne bekannt wurden, den Bahnhof „Beograd“ noch vor der Fertigstellung des neuen Hauptbahnhofs komplett zu schließen. Nachdem dieser am 1. Juli 2018 als Bahnhof aufhörte zu existieren, gingen die Arbeiten in Prokop ebenfalls nicht weiter, da ein geplanter zweiter Kredit des Kuweitischen Arabischen Fonds für Entwicklung nicht mehr zu Stande kam. Erst seit 2020 wurden Arbeiten am Endausbau wieder aufgenommen.
Nachdem die regierende Sozialistischen Partei Serbiens unter Slobodan Milošević 1996 das Projekt um den Bahnhof erneuerte und dabei auch die Baupläne von 1975 anpasste, verlor mit der demokratischen Wende 2000 das Bahnhofsprojekt erstmals seine Priorität, wie auch das gesamte System der Serbischen Eisenbahnen sich in den Nachwendejahren zunehmend verschlechterte. Indem 2008 die Sozialisten mit Milutin Mrkonjić das Ressort Verkehr in der Koalitionsregierung übernahmen, entstanden Initiativen, das Projekt wiederzubeleben. Bis 2012 fanden geringe Baumaßnahmen über einen Kredit Kuweits statt. Diese hatten jedoch nur die Ertüchtigung der Bedienung des Schienenverkehrs, nicht jedoch die Gesamtkomplettierung des Bahnhofs sowie die strukturelle Anbindung an das Nahverkehrssystem der Stadt zum Ziel. Bis 2020 war der Bahnhof nur über drei niederfrequente Autobuslinien mit öffentlichen Verkehrsmitteln zu erreichen.